# Giesel (Neuhof)
Das Dorf Giesel ist ein Ortsteil der Gemeinde Neuhof im osthessischen Landkreis Fulda.
Giesel liegt etwa 8 km südwestlich von Fulda im Tal der Giesel am gleichnamigen Bach Giesel und ist zwischen Rhön und Vogelsberg vom Gieseler Forst umgeben. Die Ortslage ist rund 10 km in südwestlicher Richtung vom Stadtzentrum Fulda gelegen. Reste einer ehemaligen, später zum Jagdschloss umgebauten Wasserburg mit noch erkennbarem Wassergraben der Fürstäbte des Klosters Fulda, eine katholische St.-Laurentius-Kirche, alte Fachwerkhäuser sowie das großflächige Waldgebiet prägen das Gesicht des Ortes. Berühmt ist Giesel auch durch sein Heidelbeerfest was schon seit mehr als 100 Jahre stattfindet.

## Geographie

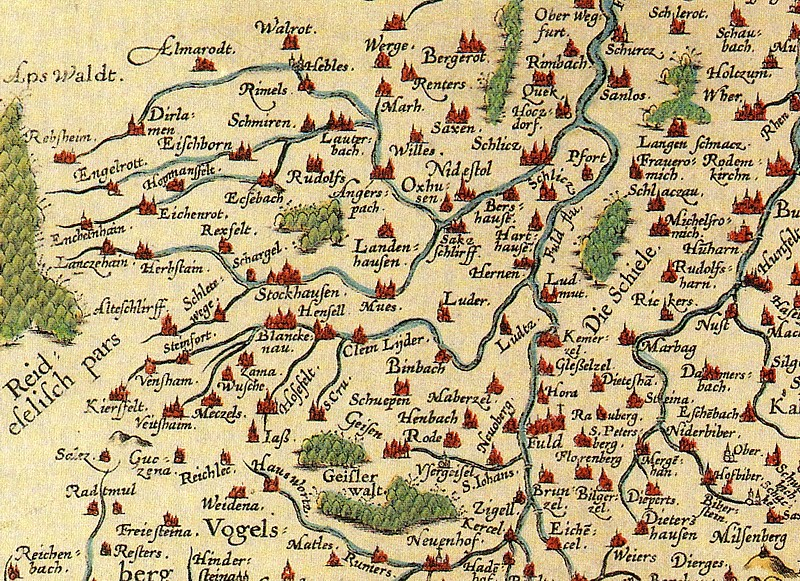
Lage von Giesel (Geisen) auf einer Karte des Hochstifts Fulda von 1574

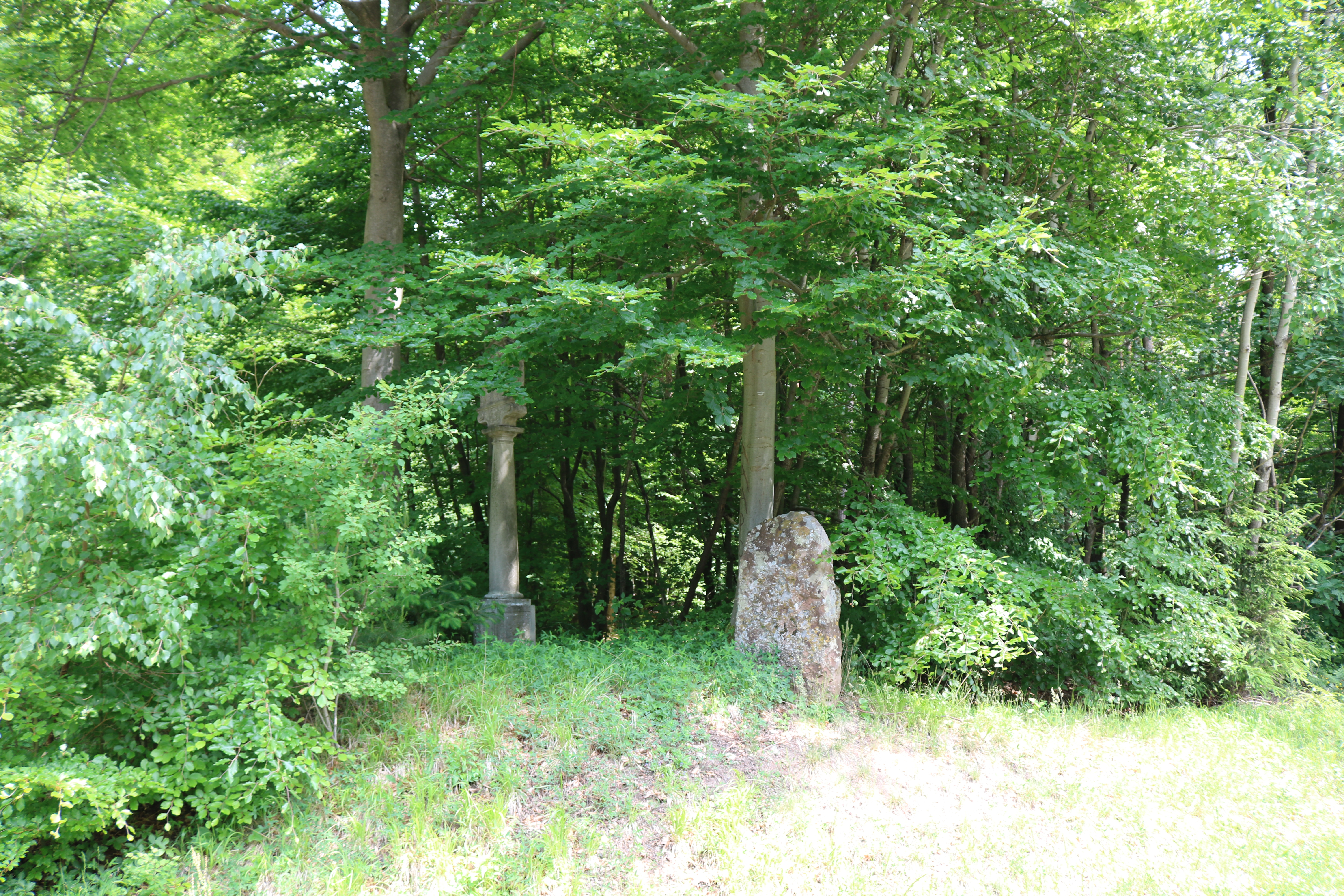
Querung der Altstraße Antsanvia und der Landesstraße 3079 Giesel-Sieberzmühle-Hosenfeld. Rechts: Alte Grenzmarke der Karlmann-Schenkung an der Sieberzheiligen

### Geographische Lage
Giesel liegt im Westen des Landkreises Fulda zwischen den Mittelgebirgen Rhön im Osten und Vogelsberg im Westen, im Talkessel der Giesel, eines Nebengewässers der Fulda westlich der Fuldaer Senke an den östlichen Ausläufern des Vogelsberges. Die Kreisstadt Fulda liegt 10 km nordöstlich von Giesel.
Giesel liegt vollkommen von Wald umschlossen im Gieseler Forst, in einem der größten Waldgebiete Hessens. Lediglich der Talzug, durch den die Giesel Richtung Fulda fließt, ist durch frühere Rodungsmaßnahmen unbewaldet. Durch Giesel führt die Landesstraße 3079 von Fulda nach Bermuthshain im Vogelsbergkreis. Die Landesstraße 3206 mündet, von Neuhof kommend, im Ortskern von Giesel in die L 3079.
Bereits im Mittelalter führten die alten Handelswege, der Ortesweg und die Antsanvia, an Giesel vorbei. Auf der Anhöhe „Sieberzheiligen“ zwischen Giesel und der Sieberzmühle verlief die Höhenstraße Antsanvia. An diesem Punkt kreuzen die frühere Antsanvia Altstraße und die heutige Landesstraße nach Hosenfeld. Zwischen zwei Buchen ist der alte Wendelinusbildstock von 1801 und rechts daneben die alte Grenzmarke der Karlmann-Schenkung von 747 zu finden.
Der nordwestlich der Ortslage gelegene 490 m hohe Himmelsberg ist der Hausberg.

### Hauptort und Wohnplätze
Die ehemals eigenständige Gemeinde Giesel, zu der bis 1961 die Wohnplätze „Schlagberg“, die „Hessenmühle“ und „Kleinheiligkreuz“ (jetzt alle Kleinlüder) gehörten, wurde mit dem verbliebenen Wohnplatz „Zwickmühle“ im Tal der „Kalten Lüder“ im Rahmen der Gebietsreform des Landes Hessen zum 1. Januar 1972 in die Gemeinde Neuhof eingegliedert.

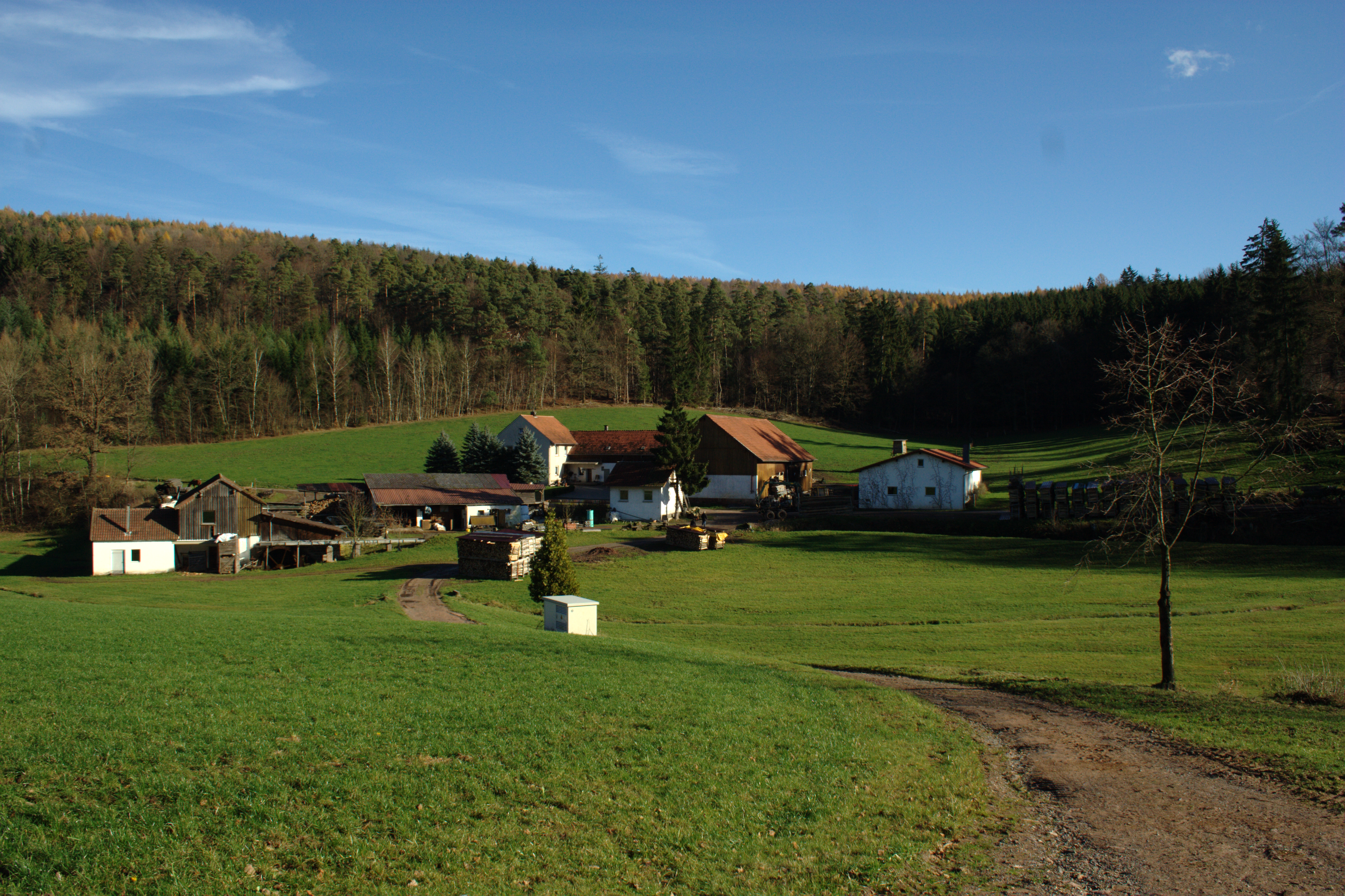
Die Zwickmühle: Ansicht von Westen mit der Sägemühle (im Vordergrund links)

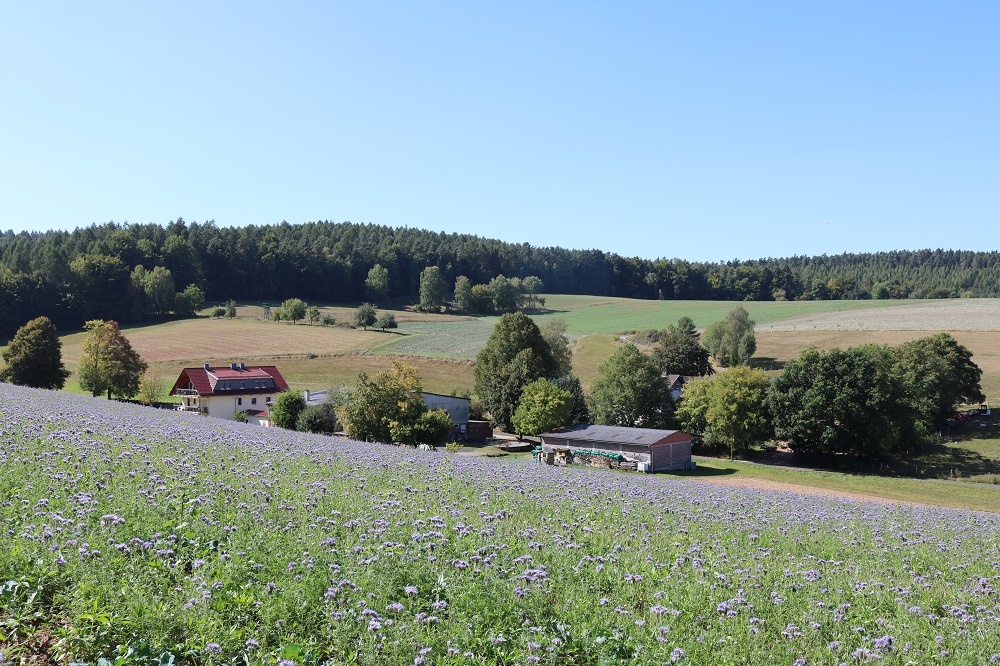
Die Aussiedlerhöfe Linden- und Hermeshof (von links)

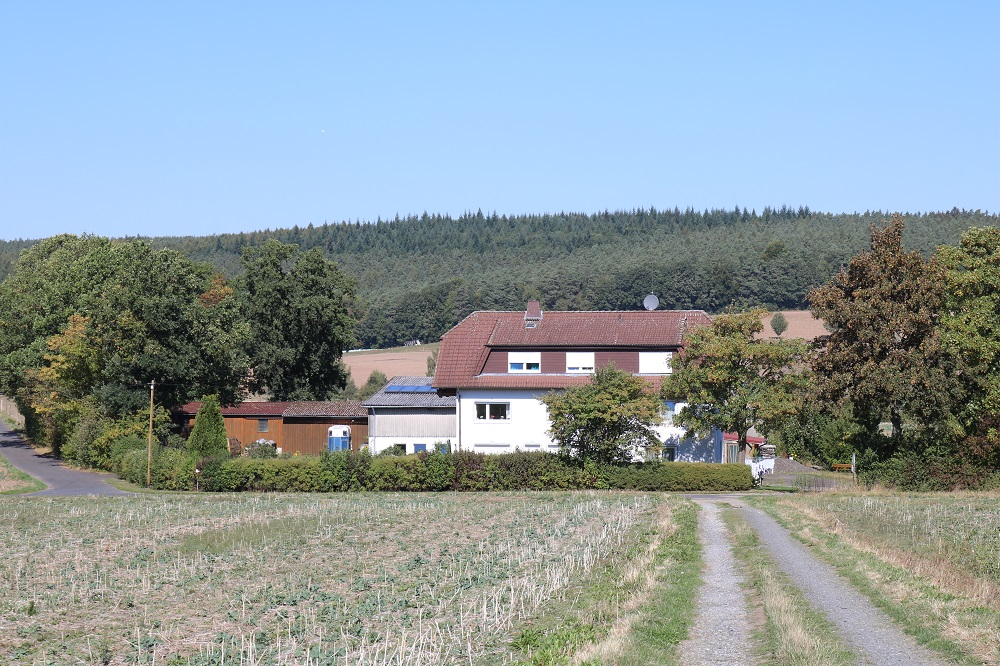
Der Birkenhof

Das Dorf Giesel umfasst den Hauptort Giesel und den ca. 3,1 km in nordwestlicher Richtung (Richtung Hosenfeld) im Gieseler Forst, im Tal der Kalten Lüder gelegenen Wohnplatz Zwickmühle.

#### Wohnplatz Zwickmühle
Die Zwickmühle ist ein zu Giesel gehörender Einzelhof mit früherer Mahl- und heutiger Sägemühle nördlich der „Sieberzmühle“ gelegen und ein seit Jahrhunderten bestehendes landwirtschaftliches Gehöft im Tal der Kalten Lüder am Westfuß des Himmelsberges.
Der geschichtliche Ursprung dürfte eine alte Öl- und Sägemühle sein. Der Sägemühlenbetrieb besteht noch heute in eingeschränktem Umfang. Das zum Betrieb erforderliche Wasser wird der Kalten Lüder entnommen. Der Antrieb des Werkes erfolgt durch die Wasserkraft über ein oberschlächtiges Wasserrad aus Eisen von 4,00 m Durchmesser sowie 0,70 m Breite und mit einer nutzbaren Kraft von ungefähr 3,7 PS = 2,7 kW. Der Höhenunterschied hat 4,20 m betragen.
Betrieben wurden ursprünglich eine Mahlmühle und ein Sägewerk. An der Ableitungsstelle liegt ein aus Steinen und Erde hergestelltes Wehr. Die Mahlmühle brannte 1949 ab und wurde danach nicht wieder aufgebaut. Die Gebäude der Sägemühle der Zwickmühle standen am 21. Februar 2018 in Vollbrand.

#### Wohnplätze Schlagberg, Hessenmühle und Kleinheiligkreuz
Die Wohnplätze Schlagberg, Hessenmühle und Kleinheiligkreuz mit der Wallfahrtskirche gehörten bis zur Umgemeindung im Jahre 1961 zu Giesel. Im Jahre 1962 wurden diese Wohnplätze im Tal der Kalten Lüder der damals noch selbstständigen Gemeinde Kleinlüder zugeordnet. Damit endete die kirchliche Zugehörigkeit zur Pfarrei Giesel, die in der Wallfahrtskirche Kleinheiligkreuz ihren religiösen Mittelpunkt hatte. Kirchlich gehören diese Wohnplätze seitdem zur katholischen Kirchengemeinde Johannes der Täufer in Kleinlüder. Mit der Umpfarrung endeten auch die über Jahrhunderte jährlich zu den Hochfesten Kreuzauffindung (3. Mai) und Kreuzerhöhung (14. September) stattgefundenen Wallfahrten von Giesel nach Kleinheiligkreuz. Erst in den 1980er Jahren wurde die Tradition der Wallfahrt nach Kleinheiligkreuz auf dem alten Wallfahrtsweg über den Himmelsberg/Herrgottseiche wieder aufgenommen. Die Wallfahrt erfolgt seitdem im September zur Wallfahrtwoche „Kreuzerhöhung“.

## Geschichte

### 9. bis 15. Jahrhundert
Der Bach Giesel (Gysilaha), an dem der gleichnamige Ort liegt, wird bereits in der durch den Fuldaer Benediktinermönch Eigil um 820 n. Chr. verfassten „Vita Sturmi abbatis“ erwähnt. Zu dieser Zeit wurde dieser Siedlungsbereich Eihloha, später Buchonia, genannt. 1140 wurde Giesel (Giselaha) erstmals urkundlich bei der Aufsiedlung des wüstgewordenen Ortes durch den Cellerar Duto aus dem Kloster Fulda erwähnt. Den Auftrag, ein Kopialbuch archivierter Urkunden und Regesten zu schaffen, vergab Abt Markward I. (1150–65), der die Benediktinerabtei in der Mitte des 12. Jahrhunderts in einem wirtschaftlich desolaten Zustand vorfand. Die Anregung und das erforderliche Pergament kamen von dem Cellerar Duto. Schon um 1150 bestand eine Kapelle als Filiale von Haimbach. 1330 wurde die verfallene Kapelle durch den kaiserlichen Leibarzt und Würzburger Stiftsherrn Nikolaus Roslon wieder aufgebaut. Das "castrum Gysela" wird im Jahre 1336 in der Beschreibung von Landau erwähnt. Der Fuldaer Fürstabt Heinrich VI. von Hohenberg baute im Jahr 1340 eine „Neue Burg“ in Giesel. Gottfried (Gocze) von Sassen bestätigt im April 1376 seine Verpflichtung als Burgmann auf der Burg Giesel. Ab 1717 wird die Burg unter dem Fuldaer Fürstabt Konstantin von Buttlar zum Jagdschloss Giesel umgebaut. Der Fuldaer Abt Reinhard von Weilnau verfügte 1469, dass ihm „auf Lebzeiten“ unter anderem „die Burg Giesel (Gisela)“ zustehen solle.
Seit 1357 bestand ein Zollprivileg. Kaiser Karl IV. erlaubte Abt Heinrich von Kranlucken, „von jedem Transport- oder Zugpferd einen Zoll von einem Schilling alter Heller zu nehmen, bis auf seinen oder seiner Reichsnachfolger Widerruf“. Antsanvia und Ortesweg waren die Handelsstraßen, die bei Giesel in fuldisches Stiftsgebiet führten.

### 16. bis 20. Jahrhundert
Nach der Reformation wirkte in der Zeit von 1569 bis 1573 der evangelische Kaplan Peter Bang in Giesel, bevor unter Fürstabt Balthasar von Dernbach 1604 anlässlich der Rekatholisierung die letzten Einwohner zum katholischen Glauben zurückkehrten.
Im Jahre 1605 wird das Amt Giesel im Türkensteuerregister der Fürstabtei Fulda erwähnt, welches die Zahlungen der Untertanen an die Abtei ebenfalls zum „Fuldaer Anteil“ an der Türkensteuer auflistet. Zum Amt Giesel gehörten zu dieser Zeit: Giesel, Istergiesel, Hosenfeld, Brandlos, Oberrode, Mittelrode, Niederrode und Kleinlüder. Bis 1687 war Giesel selbständiges Amt mit eigenem Gericht, dann wurde es dem Centoberamt Fulda unterstellt. Das Gericht blieb allerdings bis 1802 und ging in der Säkularisation des Hochstiftes Fulda unter.

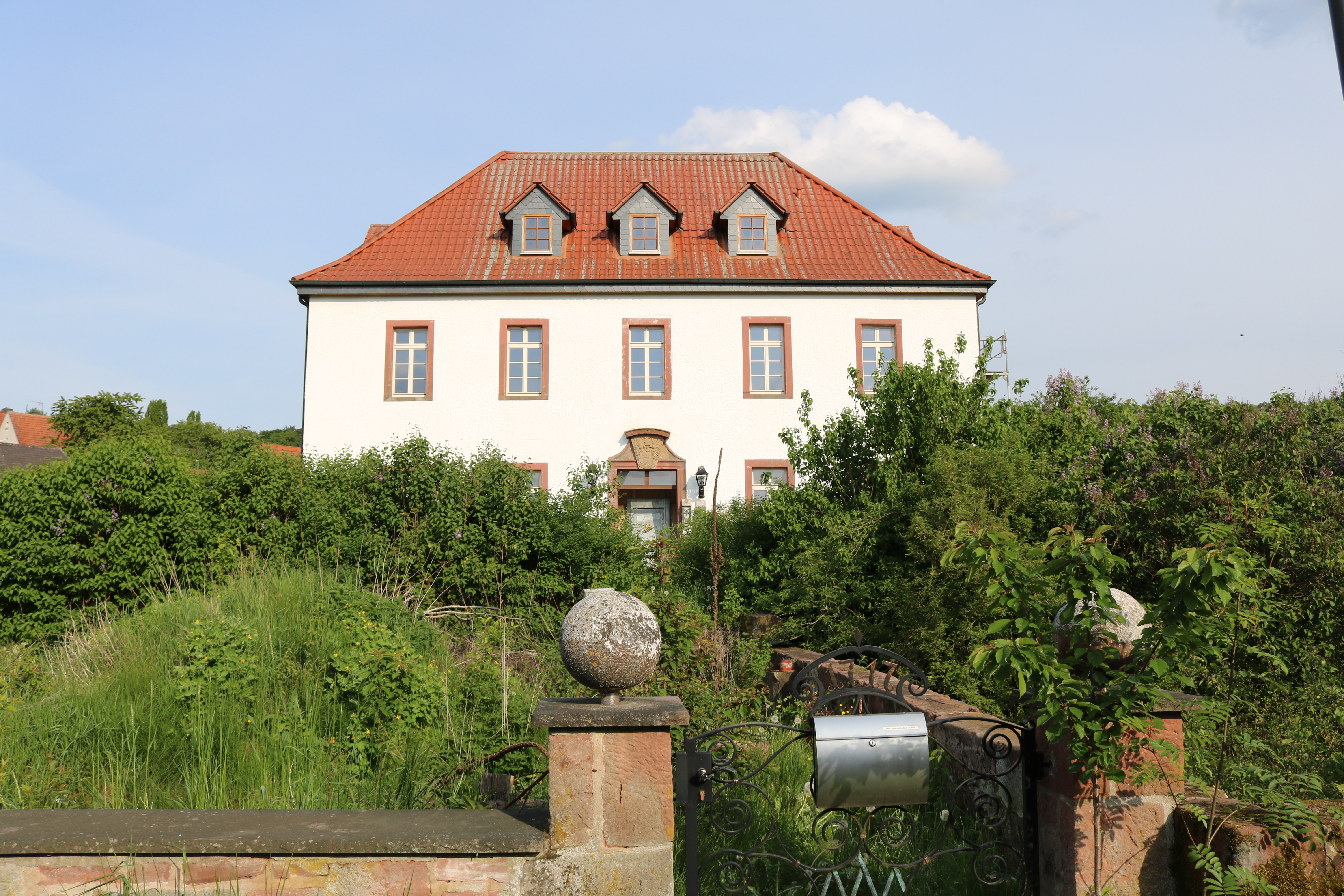
Jagdschloss Giesel, Ansicht von der Schlossstraße über den verwachsenen Burggraben, 2017

Der Dreißigjährige Krieg erreichte den Raum Fulda im Jahr 1621 mit den protestantischen Söldnergruppen des Dudo von Knipshausen und dem „Tollen Christian“. Diese plünderten und brandschatzten die Ländereien, zündeten Kirchen und Klöster in Neuenberg und Johannesberg an und forderten Lösegelder. Dennoch war die Region, bedingt durch ihre Lage an der Grenze von katholischen und protestantischen Ländern und als Verkehrsknoten zwischen Nord und Süd, stark vom Krieg betroffen. In den Jahren zwischen 1631 und 1650, und somit über den Westfälischen Frieden hinaus, waren die an überregionalen Straßenverbindungen liegenden Ortschaften fast ohne Unterlass von Truppen-Durchmärschen, Einquartierung, Brandschatzung und Plünderung betroffen. Beide Seiten gingen gleichermaßen brutal und rücksichtslos beim Eintreiben ihrer Forderungen vor. Als besonders belastend wurden die zusätzlich von den Landesherren erhobenen Kriegssteuern empfunden. Auch das Schloss Giesel und die Bewohner hatten darunter zu leiden. Die Bevölkerungsverluste wurden vom Fuldaer Chronisten und späteren Fuldaer Bürgermeister Gangolf Hartung, bedingt vor allem durch die Hungersnot während des Krieges im Jahre 1634, als sehr hoch beschrieben. In der nachfolgenden Pest im Jahr 1635 wurden sie allein auf etwa 4000 Menschen im Hochstift beziffert, darunter auch viele Pfarrer, weshalb viele Kirchenchroniken 1635 abreißen. Durch den Krieg kam es zu einer breiten und tiefgreifenden Verarmung der Bevölkerung.
1717 wurde durch den Fürstabt Konstantin von Buttlar auf den Grundmauern der von Heinrich VI. von Hohenberg im Jahr 1340 errichteten Burg das heute noch vorhandene Jagdschloss Giesel errichtet. 1727 wurde Giesel wegen seines seit dem 15. Jahrhundert blühenden Töpferhandwerks auch „Doeppegisel / Töpfengiesel“ genannt. 1731 wurde Giesel zur eigenen Pfarrei erhoben und von der ehemaligen Mutterpfarrei Haimbach abgetrennt.
Mit dem Friedensvertrag von Lunéville zwischen Frankreich und dem Heiligen Römischen Reich unter dem römisch-deutschen Kaiser Franz II. im Jahr 1801 wurde von Napoleon die Säkularisation in Deutschland eingeleitet und damit die geistlichen Gebiete weltlichen Fürsten zugeteilt. Daher ging die selbständige Fürstabtei Fulda und die dazugehörigen Gebiete 1803 an Wilhelm von Nassau-Oranien. Damit verlor auch Giesel seine Rechte und Pflichten gegenüber dem Hochstift Fulda. 1806 trat Nassau-Oranien dem von Napoleon und Frankreich gewünschten Rheinbund nicht bei, daher kam das Hochstift Fulda unter die Schutzherrschaft von Napoleon, der 1810 das Großherzogtum Frankfurt bildete, dem neben anderen Städten und Hochstiften auch Fulda unter dem Fürstprimas Karl Theodor von Dalberg angehörte. In den Nachfolgejahren wurde die erste kommunale Selbstverwaltung auch in Dörfern wie Giesel aufgebaut, an deren Spitze zunächst der französische Ortsmaire, Schultheiß und Bürgermeister stand.
Nach Ende des Napoleonischen Kaiserreichs fiel das Fuldaer Gebiet 1816 an Kurhessen-Kassel und 1866 an Preußen. Das ehemalige Hochstift Fulda kam 1816 als Großherzogtum Fulda zur Landgrafschaft Hessen-Kassel und wurde 1868 die preußische Provinz Hessen-Nassau.

### Weltkriege und Zeit des Nationalsozialismus
Dem Ersten Weltkrieg fielen 48 Gieseler Soldaten zum Opfer. Giesel wurde im November 1919 an die zentrale Stromversorgung des Elektrizitätswerks Fulda angeschlossen.
Die Zeit des Nationalsozialismus spielte in Giesel keine nennenswerte Rolle. Der Zweite Weltkrieg brachte auch in Giesel Kriegsentbehrungen und wiederum waren 56 Gefallene zu verzeichnen. Ihnen zu Ehren wurde das bereits für die Opfer des Ersten Weltkrieges im Jahre 1923 errichtete alte Kriegerehrenmal mit zwei zusätzlichen Namenstafeln ergänzt.

### 1945 bis 1971

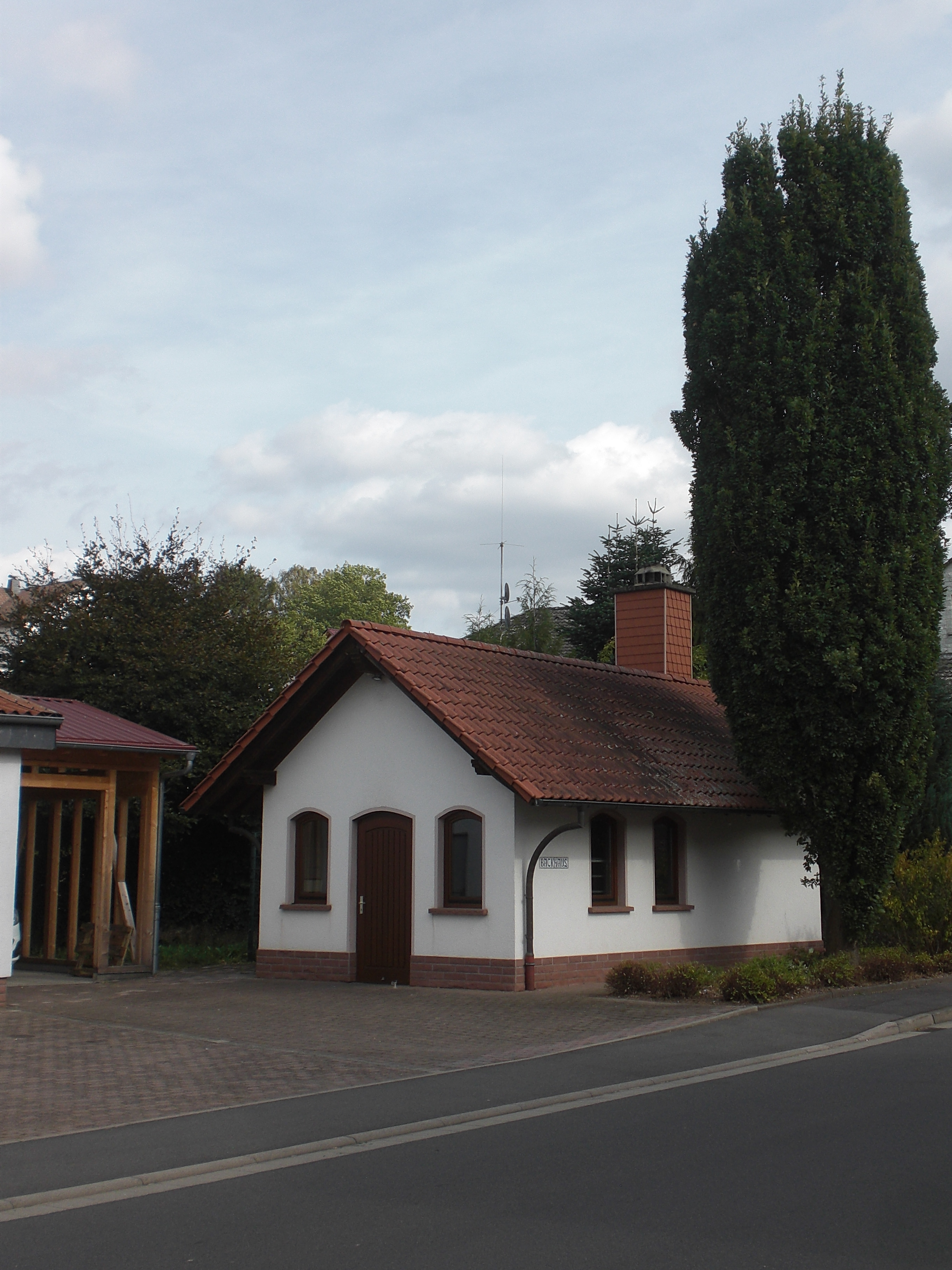
Neues Backhaus von 1994

Nach dem Zweiten Weltkrieg lag Giesel ab 1945 in der amerikanischen Besatzungszone Groß-Hessen. Ab 1946 kamen 290 Heimatvertriebene, vorwiegend aus dem Sudetenland. Flüchtlinge kamen aber auch aus Ostpreußen und Siebenbürgen nach Giesel und fanden hier durch Zwangseinquartierung eine vorübergehende Bleibe oder eine neue Heimat.
Durch den Bau von acht neuen gemeindlichen Wohnungen im sogenannten „Gemeindehaus“ anstelle des ehemaligen Kindergartens im Jahr 1950 in der Laurentiusstraße 28/30 wurden erste Ansätze zur Schaffung von dringend benötigtem Wohnraum eingeleitet. Durch die Ausweisung eines Baugebietes „Sudetenstraße“ mit acht neuen Siedlungshäusern, die die Hessische Heimstätte in den Jahren 1955–1959 oberhalb der damaligen Bebauungsgrenze – unterhalb des 1908 neu angelegten Friedhofes – errichtete, wurde auch hier nach und nach Abhilfe geschaffen. 1958 wurde im Rahmen einer Flurbereinigung bis 1962 ein neues Baugebiet „Am Mühlberg“ mit 26 Bauplätzen erschlossen und anschließend bebaut.
Im Jahr 1966 erfolgte der Neubau einer zweiklassigen Grundschule mit Lehrerwohnung und die Fertigstellung des Umkleide- und Sportlerhauses sowie eines neuen Sportfeldes. 1967 folgte die wesentliche Erweiterung des Telefonnetzes in der gesamten Ortslage mit Neuverlegung eines neuen Hauptkabels parallel zur L 3079 von Fulda nach Giesel.
1968 veräußerte die Gemeinde das unter Denkmalschutz stehende ehemalige Jagdschloss Giesel (ehemalige Oberförsterei) in Privatbesitz.

### Hessische Gebietsreform 1971 bis heute
Im Zuge der Gebietsreform wurde Giesel zum 31. Dezember 1971 in die Gemeinde Neuhof eingegliedert. Für Giesel wurde, wie für die übrigen Ortsteile von Neuhof, ein Ortsbezirk eingerichtet.
Im Jahr 1975 folgte der Umbau der 1966 neu errichten Volksschule, die später aufgelöst und in die Schloss-Schule in Neuhof eingegliedert wurde. Beim Umbau wurde die offene Pausenhalle der ehemaligen Volksschule zu einem geschlossenen Dorfgemeinschaftsraum im Erdgeschoss und die in der ersten Etage gelegenen drei Klassenräume zur Aufnahme eines Kindergartens mit 50 Plätzen eingerichtet. 1976 wurde ein Füllsender errichtet. Das 1979 errichtete 16 Meter hohe Kolpingkreuz an der Egert erinnert als Denkmal weithin sichtbar an das 50. Jubiläum der Kolpingfamilie. 
In den 1980er Jahren wurde durch die US-amerikanische Armee im Gieseler Forst ein Versorgungsdepot („Forward Storage Site Giesel“) errichtet und betrieben. Das Depot war eines von mehreren im Rahmen des NATO-Verteidigungskonzepts im Fulda Gap errichteten Depots zur Lagerung von Munition und Versorgungsgütern. Auf dem Finkenberg bei Großenlüder entstand eine große der ehemaligen US-Militärstellung. Der 420 Meter hohe Finkenberg (Luftbilder von 2006 und von 2008) war Standort einer MIM-23 HAWK für Flugabwehrraketen. Außer dem wohl noch weitgehend originalen Zaun sieht man vom Eingang des Betriebsgeländes ein paar wenige ältere Gebäude.
1988 erfolgte der Neubau und Einweihung des heutigen Sportlerhauses Giesel.
Mit dem Fall der innerdeutschen Grenze stieg mit der Zuweisung von Um- und Aussiedlern aus der ehemaligen DDR sowie Aussiedlern und Spätaussiedlern aus Osteuropa die Einwohnerzahl von Giesel auf über 1.200 an. Zeitweise war in der ehemaligen Gaststätte „Zur Post“ eine temporäre Außenstelle der Erstaufnahmeeinrichtung des Landes Hessen untergebracht. Mit der deutschen Wiedervereinigung im Jahr 1990 verlor das NATO-Depot Giesel seine Funktion und wurde aufgegeben. Die baulichen Anlagen wie Wach- und Aufenthaltsräume für das Bewachungspersonal und die Einfriedung des gesamten Lagerbereichs wurden später zurückgebaut. Ein ehemaliges Bunkergebäude wurde zu Naturschutzzwecken zu einem Refugium für Fledermäuse umgewandelt. Die US-Army zog sich im Jahre 1993 aus dem Standort Fulda zurück.
Nach und nach wurden die Relikte des Kalten Krieges wie die Sprengschächte in den Straßen zwischen Neuhof und Giesel in der L3206 und Giesel – Hosenfeld in der L 3079 zurückgebaut.
1994 wurde neben dem Jugendheim in der Laurentiusstraße anlässlich der 65-Jahr-Feier der Gieseler Kolpingfamilie das Adolph-Kolping-Denkmal errichtet. Im selben Jahr wurde im neu errichteten Dorfbackhaus neben dem Feuerwehrhaus erstmals Brot gebacken.
Im Laufe der Zeit erfolgten ein Ausbau des Straßennetzes, des Kanalnetzes und der Baugebiete sowie zahlreiche Neubau- und Modernisierungsmaßnahmen.

## Verwaltungsgeschichte im Überblick
Die folgende Liste zeigt die Staaten und Verwaltungseinheiten, denen Giesel angehört(e):
- vor 1803: Heiliges Römisches Reich, Hochstift Fulda, Centoberamt Fulda
- 1803–1806: Heiliges Römisches Reich, Fürstentum Nassau-Oranien-Fulda,[Anm. 2] Fürstentum Fulda, Johannesberg
- 1806–1810: Kaiserreich Frankreich,[Anm. 3] Fürstentum Fulda (Militärverwaltung)
- 1810–1813: Großherzogtum Frankfurt, Departement Fulda, Distrikt Johannesberg
- ab 1816: Kurfürstentum Hessen,[Anm. 4] Großherzogtum Fulda, Landamt Fulda[11]
- ab 1821/22: Kurfürstentum Hessen, Provinz Fulda, Kreis Fulda[12][Anm. 5]
- ab 1848: Kurfürstentum Hessen, Bezirk Fulda
- ab 1851: Kurfürstentum Hessen, Provinz Fulda, Kreis Fulda
- ab 1867: Königreich Preußen,[Anm. 6] Provinz Hessen-Nassau, Regierungsbezirk Kassel, Kreis Fulda
- ab 1871: Deutsches Reich, Königreich Preußen, Provinz Hessen-Nassau, Regierungsbezirk Kassel, Kreis Fulda
- ab 1918: Deutsches Reich, Freistaat Preußen, Provinz Hessen-Nassau, Regierungsbezirk Kassel, Kreis Fulda
- ab 1944: Deutsches Reich, Freistaat Preußen, Provinz Kurhessen, Landkreis Fulda
- ab 1945: Deutsches Reich, Amerikanische Besatzungszone,[Anm. 7] Groß-Hessen, Regierungsbezirk Kassel, Landkreis Fulda
- ab 1946: Deutsches Reich, Amerikanische Besatzungszone, Hessen, Regierungsbezirk Kassel, Landkreis Fulda
- ab 1949: Bundesrepublik Deutschland, Hessen, Regierungsbezirk Kassel, Landkreis Fulda
- ab 1972: Bundesrepublik Deutschland, Hessen, Regierungsbezirk Kassel, Landkreis Fulda, Gemeinde Neuhof

## Bevölkerung

### Einwohnerstruktur 2011
Nach den Erhebungen des Zensus 2011 lebten am Stichtag, dem 9. Mai 2011, in Giesel 1005 Einwohner. Darunter waren 18 (1,8 %) Ausländer.
Nach dem Lebensalter waren 177 Einwohner unter 18 Jahren, 405 zwischen 18 und 49, 222 zwischen 50 und 64 und 201 Einwohner waren älter. Die Einwohner lebten in 453 Haushalten. Davon waren 138 Singlehaushalte, 141 Paare ohne Kinder und 132 Paare mit Kindern, sowie 36 Alleinerziehende und 6 Wohngemeinschaften. In 54 Haushalten lebten ausschließlich Senioren und in 162 Haushaltungen lebten keine Senioren.

### Einwohnerentwicklung
| • 1812: | 62 Feuerstellen, 457 Seelen |

| Giesel: Einwohnerzahlen von 1812 bis 2016 | Giesel: Einwohnerzahlen von 1812 bis 2016 | Giesel: Einwohnerzahlen von 1812 bis 2016 | Giesel: Einwohnerzahlen von 1812 bis 2016 | Giesel: Einwohnerzahlen von 1812 bis 2016 |
| --- | ----------------------------------------- | ----------------------------------------- | ----------------------------------------- | ----------------------------------------- |
| Jahr |                                           |                                           |                                           | Einwohner                                 |
| 1812 | 1812                                      |                                           | 457                                       | 457                                       |
| 1834 | 1834                                      |                                           | 609                                       | 609                                       |
| 1840 | 1840                                      |                                           | 613                                       | 613                                       |
| 1846 | 1846                                      |                                           | 654                                       | 654                                       |
| 1852 | 1852                                      |                                           | 691                                       | 691                                       |
| 1858 | 1858                                      |                                           | 660                                       | 660                                       |
| 1864 | 1864                                      |                                           | 761                                       | 761                                       |
| 1871 | 1871                                      |                                           | 662                                       | 662                                       |
| 1875 | 1875                                      |                                           | 669                                       | 669                                       |
| 1885 | 1885                                      |                                           | 657                                       | 657                                       |
| 1895 | 1895                                      |                                           | 632                                       | 632                                       |
| 1905 | 1905                                      |                                           | 609                                       | 609                                       |
| 1910 | 1910                                      |                                           | 603                                       | 603                                       |
| 1925 | 1925                                      |                                           | 553                                       | 553                                       |
| 1939 | 1939                                      |                                           | 627                                       | 627                                       |
| 1946 | 1946                                      |                                           | 858                                       | 858                                       |
| 1950 | 1950                                      |                                           | 865                                       | 865                                       |
| 1956 | 1956                                      |                                           | 800                                       | 800                                       |
| 1961 | 1961                                      |                                           | 806                                       | 806                                       |
| 1967 | 1967                                      |                                           | 884                                       | 884                                       |
| 1970 | 1970                                      |                                           | 893                                       | 893                                       |
| 1980 | 1980                                      |                                           | ?                                         | ?                                         |
| 1990 | 1990                                      |                                           | ?                                         | ?                                         |
| 2000 | 2000                                      |                                           | ?                                         | ?                                         |
| 2011 | 2011                                      |                                           | 1.005                                     | 1.005                                     |
| 2016 | 2016                                      |                                           | 975                                       | 975                                       |
| Datenquelle: Historisches Gemeindeverzeichnis für Hessen: Die Bevölkerung der Gemeinden 1834 bis 1967. Wiesbaden: Hessisches Statistisches Landesamt, 1968. Weitere Quellen: LAGIS; Gemeinde Neuhof; Zensus 2011 |                                           |                                           |                                           |                                           |

### Historische Religionszugehörigkeit
| • 1885: | 13 evangelische (= 1,98) %, 644 katholische (= 98,02 %) Einwohner |
| • 1961: | 31 evangelische (= 3,85 %), 775 katholische (= 96,15 %) Einwohner |

## Religion

### Katholische Kirche

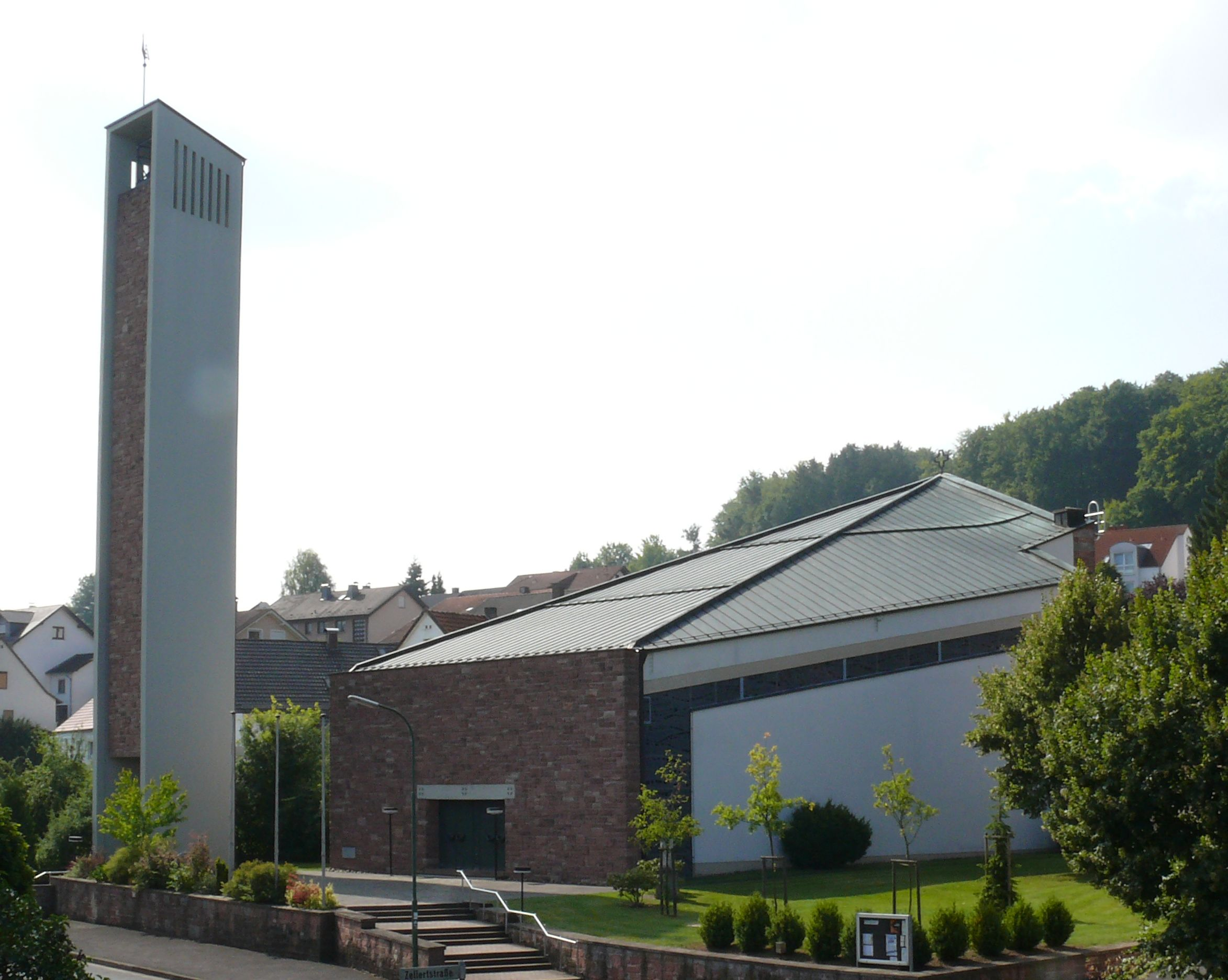
Katholische Pfarrkirche St. Laurentius

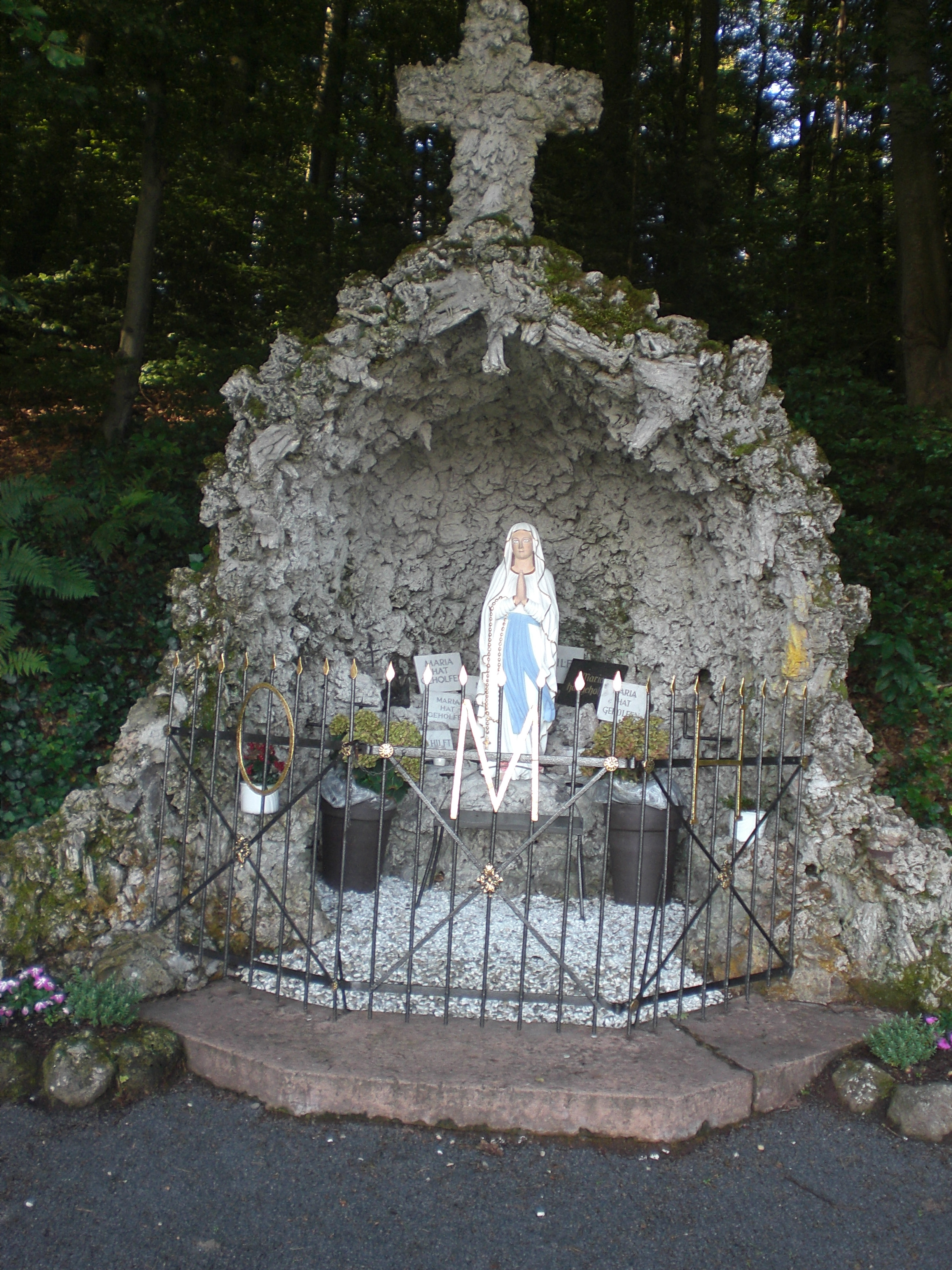
Mariengrotte in Giesel

Giesel liegt seit seiner Gründung in einem durch die katholische Religion geprägten Landstrich, der zum Kloster Fulda gehörte. Eine erste zerfallene Kapelle, die der hl. Maria Magdalena geweiht war, wurde 1330 erwähnt und später wiederaufgebaut. Sie befand sich in der Schloss- bzw. Zellertstraße auf dem 1959 aufgegebenen und eingeebneten alten Friedhof (heute Grundstück Zellertstraße 6 mit Zugang von der Schloßstraße) in der Nähe der ehemaligen Burg bzw. des Wasser- oder Jagdschlosses (heute Schlossstraße 2).
1693 wurde der älteste, heute noch vorhandene, Gieseler Bildstock in der heutigen Töpferstraße errichtet. Weitere noch erhaltene Bildstöcke wurden in den Jahren um 1750 am Ortsausgang nach Neuhof, 1767 am Weg zum Friedhof (Am Mühlberg), 1821 am Wegstern auf der Anhöhe „Sieberzheiligen“, 1828 beim Friedhof in der Zellertstraße, 1864 unweit des Ortsausganges nach Hosenfeld und am Beginn des Wallweges nach Kleinheiligkreuz (An der Windmühle) errichtet.
1832 wurde ein neues Pfarrhaus in der heutigen Laurentiusstraße 36 gebaut. 1856 wurde mit dem Bau einer neuen Kirche in der heutigen Laurentiusstraße 38 begonnen. Sie wurde 1859 vollendet und am 4. August 1861 zu Ehren des hl. Laurentius konsekriert.
1919/20 wurde die Mariengrotte Giesel am Rödchen von Georg Jost errichtet.

1961 wurde die alte Pfarrkirche St. Laurentius abgerissen und an gleicher Stelle neu gebaut und im Jahr 1962 geweiht. 1961 wurde auch das alte Pfarrhaus abgebrochen und durch einen Neubau ersetzt. Daneben wurde das Jugendheim der Pfarrei von der Kolpingfamilie in Eigenleistung errichtet. Die neue Pfarrkirche wurde 1962 geweiht.

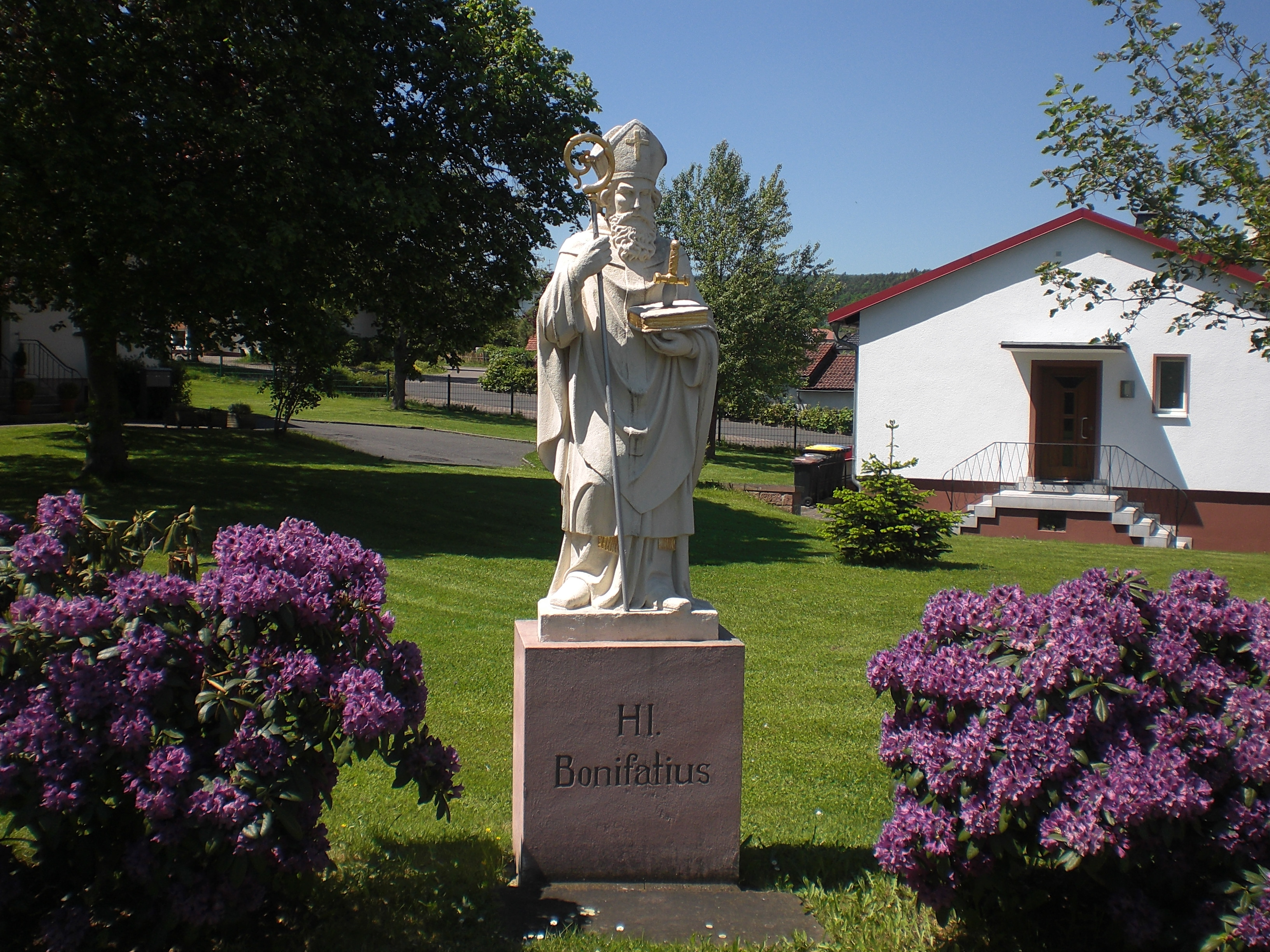
Statue des Hl. Bonifatius aus der Giebelseite der alten St. Laurentiuskirche am Kirchplatz Giesel

Die seit der Gründung der Pfarrei im Jahre 1731 zu Giesel gehörende Wallfahrtskirche Kleinheiligkreuz wurde 1962 von der Pfarrei Giesel abgetrennt und der Pfarrkuratie Kleinlüder angeschlossen.

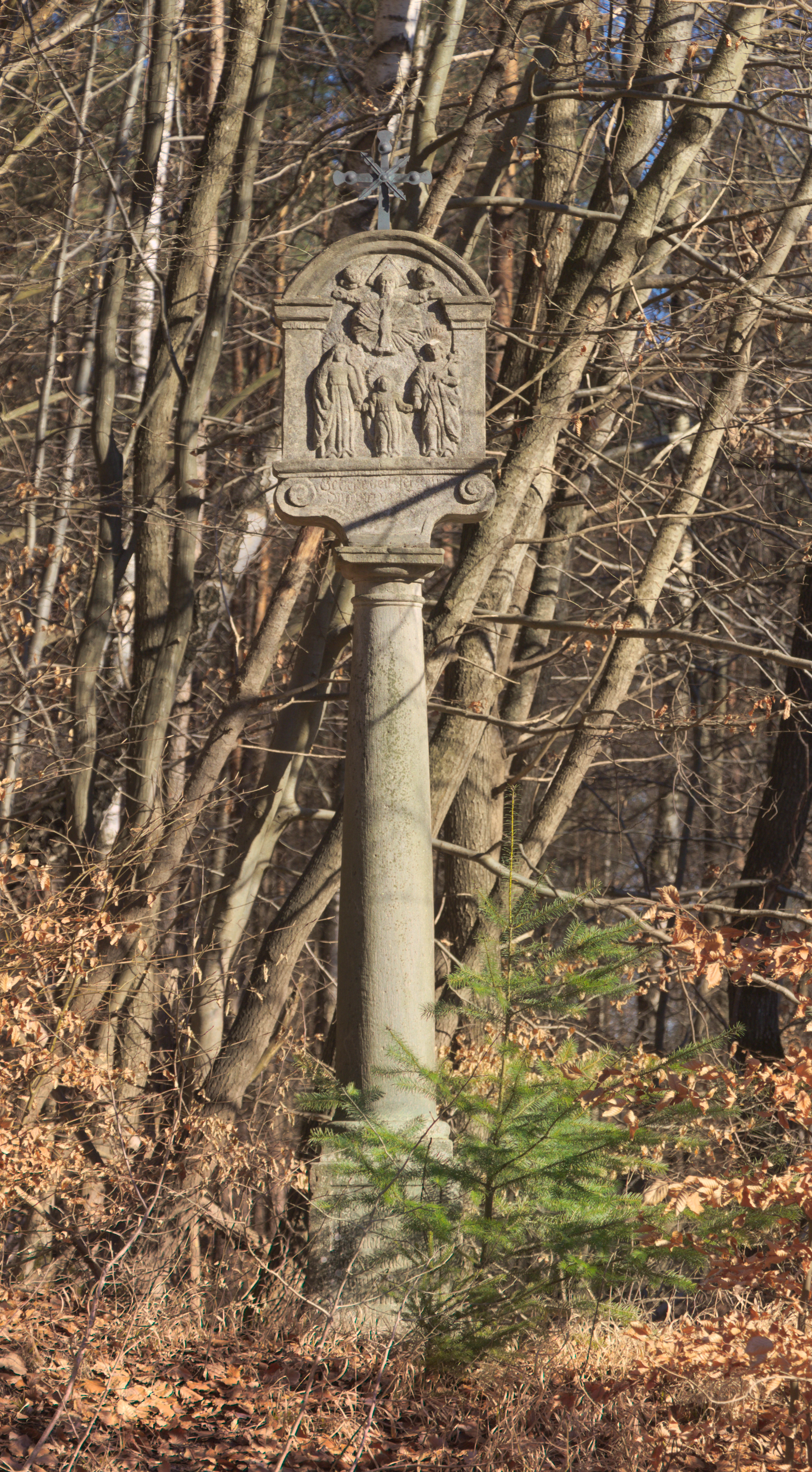
Bildstock Sieberzheiligen, Ersatzabguss nach Diebstahl

### Wallfahrt nach Fulda und Heilig Kreuz in Kleinheiligkreuz
Die Pfarrei Giesel nimmt seit Jahrhunderten – wohl seit ihrer Gründung – an den traditionellen jährlich stattfindenden Bonifatiuswallfahrten teil. Von der Pfarrkirche aus führt der Wallfahrtsweg über Niederrode, Haimbach und Neuenberg zum Fuldaer Dom.
Bereits seit dem Jahre 1731 bis zur Umgemeindung und Umpfarrung in den Jahren 1961/62 zählte Kleinheiligkreuz, der Schlagberg und die Hessenmühle zur politischen Gemeinde Giesel und pfarrlich zur Kirche St. Laurentius (Giesel). Seit dieser Zeit führten zwei Wallfahrten zu den Kreuzfesten von der Mutterpfarrei Giesel nach Kleinheiligkreuz. Mit der Umpfarrung endeten auch die über Jahrhunderte jährlich zu den Hochfesten Kreuzauffindung (3. Mai) mit Landmaschinensegnung und Kreuzerhöhung (14. September) stattgefundenen Wallfahrten von Giesel nach Kleinheiligkreuz.
Erst in den 1980er Jahren wurde die alte Wallfahrt von Giesel zur Wallfahrtskirche Kleinheiligkreuz in der „Kreuzwoche“ (Kreuzerhöhung – 14. September) auf dem alten Wallfahrtsweg über den Himmelsberg / Herrgottseiche wieder aufgenommen. Die Wallfahrt erfolgt seitdem um den 14. September zur Wallfahrtwoche „Kreuzerhöhung“.

### Evangelische Kirche
Die Evangelische Kirche im Raum Fulda befindet sich in der Diaspora. Giesel hat in seiner Geschichte bis auf die Wirren in der Reformationszeit lediglich zwei Hinweise auf das Wirken evangelischer Geistlicher im Ort. Von 1569 bis 1573 wirkte der evangelische Kaplan Peter Bang in Giesel. Im Dreißigjährigen Krieg war während der hessischen Okkupation durch schwedische Truppen in der Zeit von 1632 bis 1634 der protestantische Prediger Magister Bremer in Giesel tätig. Weitere Informationen über evangelisches Leben sind nicht überliefert. Der evangelische Glaube hatte im Verlauf der Geschichte wie auch heute nur eine geringe Bedeutung. Ein Hinweis findet sich im Staatsarchiv Marburg mit einem Vermerk aus dem Jahr 1604, wonach die letzten Einwohner von Giesel anlässlich einer Mission der Fuldaer Jesuiten zum katholischen Glauben zurückkehrten.
Heute sind die in Giesel lebenden evangelischen Christen dem Pfarrbezirk 1 der Evangelischen Kirchengemeinde Fulda-Bronnzell–Eichenzell, zugeordnet, welche zur Evangelischen Kirche von Kurhessen-Waldeck zählt. Das Pfarramt befindet sich in Fulda-Bronnzell. Die Kirchengemeinde ist auf zwei Pfarrbezirke aufgeteilt und erstreckt sich im Pfarrbezirk Bronnzell auch auf Giesel. Treffpunkt der Gemeinde ist die Evangelische Friedenskirche in Fulda-Bronnzell.

## Politik

### Ortsbeirat
Für den Ortsteil Giesel besteht ein Ortsbezirk (Gebiete der ehemaligen Gemeinden Giesel) mit Ortsbeirat und Ortsvorsteher nach der Hessischen Gemeindeordnung.
Der Ortsbeirat besteht aus sieben Mitgliedern. Bei den Kommunalwahlen in Hessen 2021 betrug die Wahlbeteiligung zum Ortsbeirat 53,04 %. Alle Kandidaten gehörten der CDU an. Der Ortsbeirat wählte Reiner Schnell zum Ortsvorsteher.

### Bürgermeister und Ortsvorsteher seit 1945
- 1945–1960: Ferdinand Ruppel, Bürgermeister
- 1960–1972: Leonhard Glozbach, Bürgermeister
- 1972–1993: Karl Schneider, Ortsvorsteher
- 1993–2000: Karl-Heinz Block, Ortsvorsteher (anschließend Bürgermeister in Friedewald)
- 2001: Ewald Schneider, Ortsvorsteher (Januar bis April 2001)
- seit 2001: Reiner Schnell, Ortsvorsteher

## Infrastruktur und Kultur

### Gemeinschaftliche Einrichtungen
Giesel verfügt über den Friedhof Giesel mit moderner Friedhofskapelle an der „Zellert“, eine Mariengrotte am Waldrand am „Rödchen“ und einen gemeindlichen Festplatz. Das Kriegerdenkmal befindet sich gegenüber der 1960/62 errichteten katholischen Pfarrkirche St. Laurentius und einem Pfarr-Jugendheim. Ein Dorfgemeinschaftshaus, das Christoph-Kalb-Haus ist in der ehemaligen Grundschule zum „Christoph-Kalb-Haus“ eingerichtet und erweitert worden. Eine Zweigstelle der Volkshochschule bietet Kurse im „Christoph-Kalb-Haus“ an.
Zur sportlichen Betätigung stehen zwei Fußball-Sportplätze mit Vereinsheim Sportlerhaus am Ortsrand zur Verfügung. Der Ort verfügt über zwei Kinderspielplätze, einen Bolzplatz, einen offenen gemeindlichen Jugendtreff, ein Feuerwehrhaus und seit 1994 ein neues gemeindliches Backhaus. Ein reges Vereinsleben mit 12 Vereinen und Verbänden verschiedentlichster Ausrichtungen ist im Ort anzutreffen.
Das Dorf besitzt eine eigene Wasserversorgung mit Quellfassung, Pumpstation und Wasserhochbehälter am Wanderparkplatz „Sieberzheiligen“. Es ist an die Abwasserentsorgung der eigenen Kläranlage in der „Giesel-Aue“ Richtung Fulda angeschlossen.

### Schulen

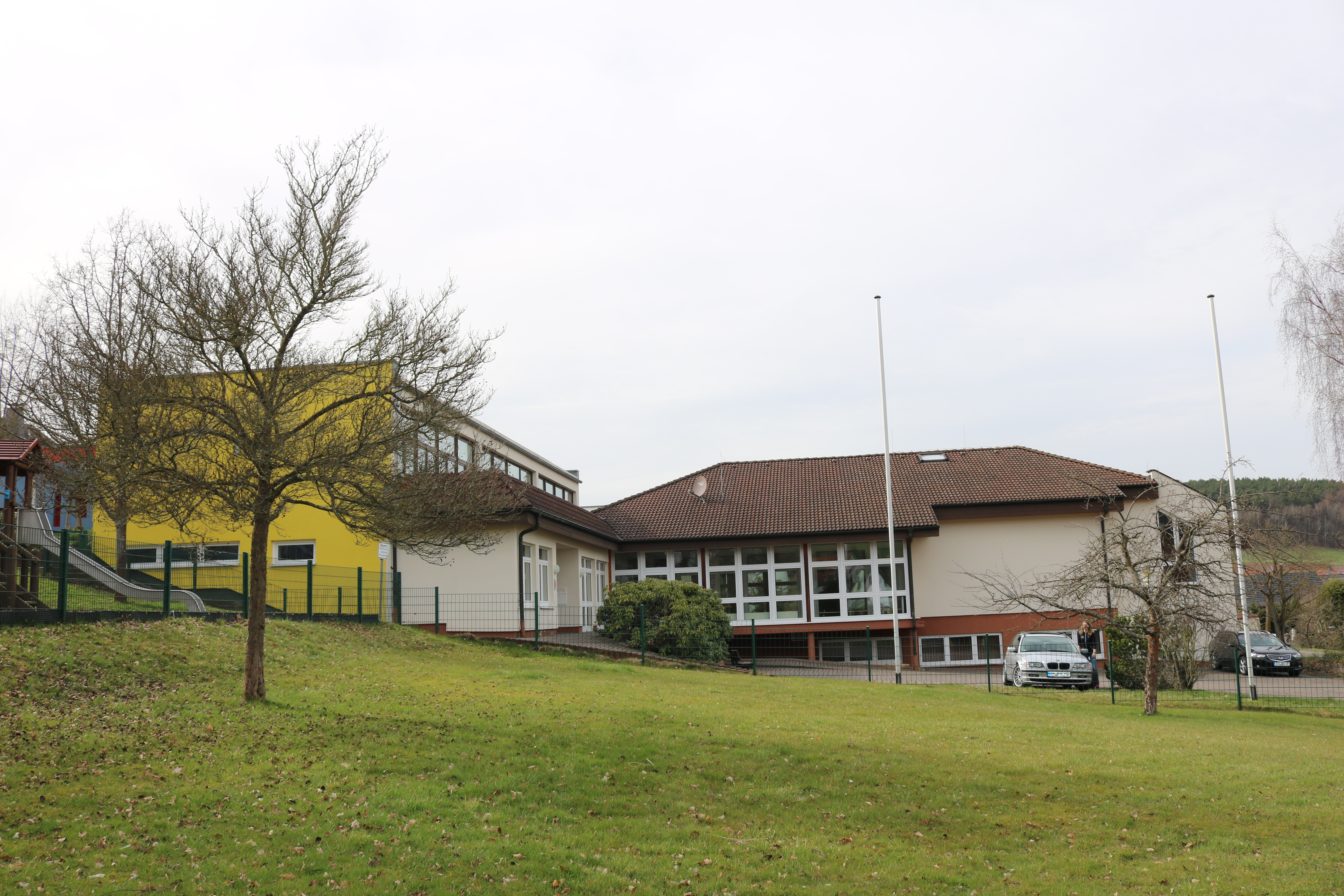
Die zum Kindergarten umgebaute frühere Volksschule (links) mit Christoph-Kalb-Haus (rechts)

Im Jahr 1893 wurde mit der Planung eines Schulgebäudes begonnen. Die Pläne wurden der Regierung in Cassel im Jahr 1895 vorgelegt. Das Schulgebäude wurde daraufhin südöstlich der Pfarrkirche an der Laurentiusstraße/Ecke Schulstraße (heutiger Standort des Bürgerhauses) errichtet.
Nach dem Abbruch des alten Schulgebäudes erfolgte im Jahr 1966 der Neubau einer dreiklassigen Grundschule mit Lehrerwohnhaus nach Plänen des Architekten Sigmund Gütter aus Lehnerz.
Giesel verfügt seit 1973 über keine Schule mehr. Die Grundschule wurde infolge der hessischen Schulreform geschlossen und der Schloss-Schule in Neuhof angegliedert.
Die weiterführenden Schulen befinden sich ebenfalls am Schulstandort Neuhof und in der nahegelegenen Stadt Fulda.
In Giesel besteht eine Außenstelle der Volkshochschule des Landkreises Fulda. Die Veranstaltungen finden im „Christoph-Kalb-Haus“ statt.

### Bürgerhaus Christoph-Kalb-Haus

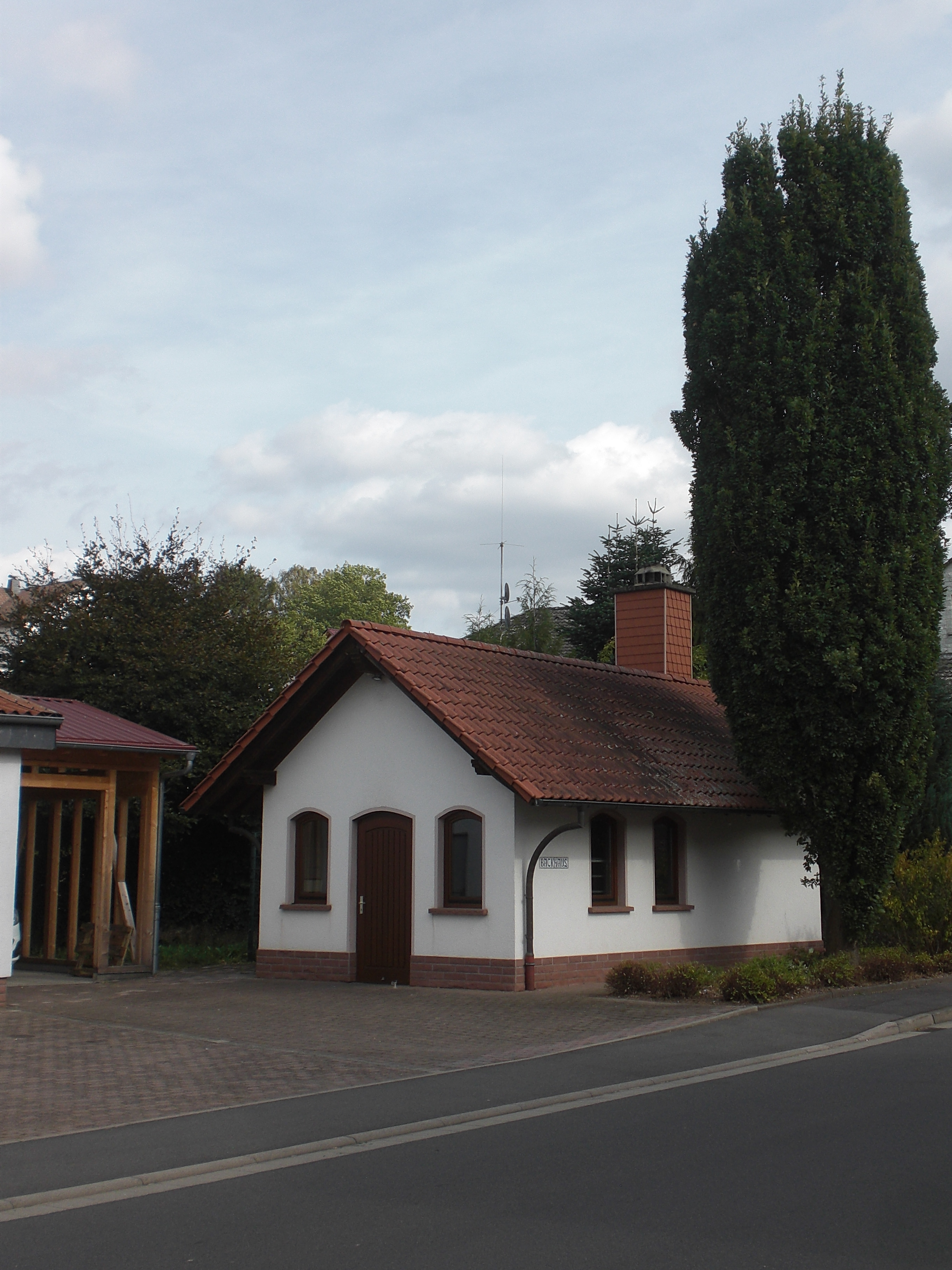
Neues Backhaus von 1994

Das seit 1973 leerstehende Schulgebäude mit angebautem Lehrerwohnhaus wurde einer neuen Nutzung zugeführt. Bereits 1975 begann der Umbau. Im Untergeschoss wurde ein Saal für ca. 100 Personen als Dorfgemeinschaftsraum, ein Dienstzimmer des Ortsvorstehers mit Foyer und im Obergeschoss ein Kindergarten eingerichtet. Am 4. August 1995 wurde der Grundstein für das neue Bürgerhaus mit einem neuen Saalanbau mit Vereinsräumen gelegt. Die Einweihung erfolgte am 22. Februar 1997. Verantwortlicher Architekt war Volkmar Hubert aus dem benachbarten Hauswurz. 2005 erhielt das Bürgerhaus den Namen "Christoph-Kalb-Haus".

### Kindertagesstätten
In Giesel befindet sich in Trägerschaft der Gemeinde Neuhof eine Kindertagesstätte.

### Verkehr
Über die Bundesstraßen 27 und 254 und die Autobahnen 7 und 66 ist Giesel erreichbar. Die Verkehrserschließung und Anbindung an das überörtliche Straßennetz erfolgt über die Landesstraßen L 3206 und L 3079 die bei Fulda-Kohlhaus in die Bundesstraße 254 (B 254) einmündet. Die heute von Neuhof nach Giesel führende Landesstraße L 3206 wird nach rund zehn Jahren Planungen seit Anfang des Jahres 2020 ausgebaut.
Bereits vor dem Zweiten Weltkrieg bestand eine Postbuslinie über Giesel nach Jossa. Diese wurde später nach Einstellung der Postbuslinien von Bahnbussen übernommen und weitergeführt, bis das Land Hessen den ÖPNV hessenweit eingeführte. Im öffentlichen Personennahverkehr (ÖPNV) ist Giesel mit der im Stundentakt verkehrenden Linie 5A (Pilgerzell-Giesel) an das Stadtbusnetz Fulda an das Oberzentrum Fulda angebunden.
Giesel ist über den ÖPNV an den etwa 10 km entfernten Intercity-Bahnhof im Stadtzentrum Fulda angebunden. Über den freigestellten Schülerverkehr nach Neuhof (Linie 50) ist an Schultagen von der Haltestelle am Raiffeisenplatz aus im 7 km entfernten Neuhof der Regionalbahnhof erreichbar.
Ausbau der Landesstraße L 3206 
Mit der Aufnahme des Weges Giesel - Neuhof in den Landwegebauverband des Kurfürstentums Hessen am 5. Januar 1900 wurde die Grundlage für den Ausbau der späteren Landesstraße L 3206 gelegt. Für den Neubau dieser Straßenverbindung wurde von der damaligen Gemeinde Giesel zur Finanzierung des Gemeindeanteils am 24. April 1901 ein Darlehen über 1675 Mark bei der seit 1895 bestehenden Darlehenskasse Giesel aufgenommen. Die seinerzeit neue Straße entsprach etwa der heutigen Straßenführung und war sehr kurvenreich.
Nach rund 10-jähriger Planungszeit durch das Land Hessen wurde die Landesstraße in 2 Bauphasen in den Jahren 2020/21 neu ausgebaut. Wegen ihrer Unfallhäufigkeit – auch mit häufiger Todesfolge – wurde sie mit veränderter Trasse im Sommer 2021 für den Verkehr freigegeben.

### Friedhof und Kriegerehrenmale

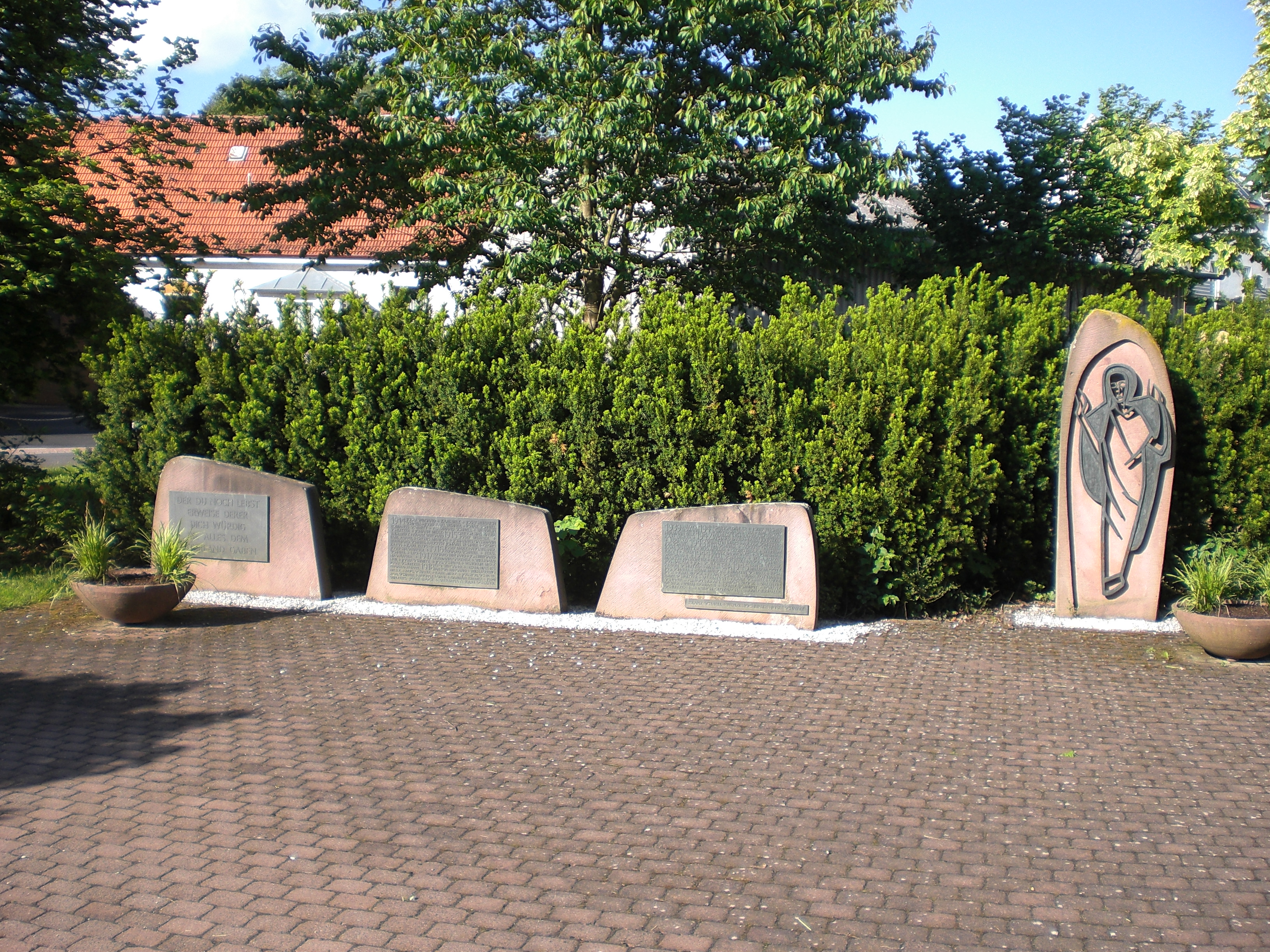
Kriegerdenkmal

Im Jahr 1960 wurde der 1908 angelegte Friedhof an der Zellertstraße im Rahmen des laufenden Flurbereinigungsverfahrens nach Süden erweitert.
Mit dem Abbruch der alten Laurentiuskirche 1960 wurde auch das alte 1926 errichtete Kriegerehrenmal mit den Ergänzungen aus dem Jahr 1945 für die Schaffung des Baufeldes abgebrochen. Mit der Fertigstellung der neuen Laurentiuskirche 1962 wurde ein neues Kriegerehrenmal in zeitgemäßer Form errichtet und 1963 eingeweiht. Zuvor war der auf dem neuen Denkmalplatz verlaufende Gieselbach verrohrt worden.

### Freizeit und Sport
Für Sport- und Freizeitaktivitäten stehen in Giesel neben einem Festplatz, zwei Sportplätzen und eine Turnhalle im „Christiph-Kalb-Haus“ zur Verfügung.
Am Sportgelände „Am alten Strauch“ im Außenbereich stehen zwei Funktionsgebäude, ein Sportlerhaus von 1988 und das alte Sportlerhaus von 1968, welches als Gerätehaus mit einer Grillhütte genutzt wurde.
In der Nacht zum Montag, 23. November 2020 kam es von Unbekannten zu Vandalismus mit zerstörtem Sportlerheim und Brandstiftung mit abgebranntem Grillhäuschen. Es entstand großer Sachschaden, was zu Ermittlungen der Kriminalpolizei führte. Die Feuerwehren aus Giesel und Hosenfeld waren mit 22 Einsatzkräften gegen 2 Uhr früh im Einsatz.
Rund um Giesel gibt es eine Reihe von Wanderwegen.

### Vereine

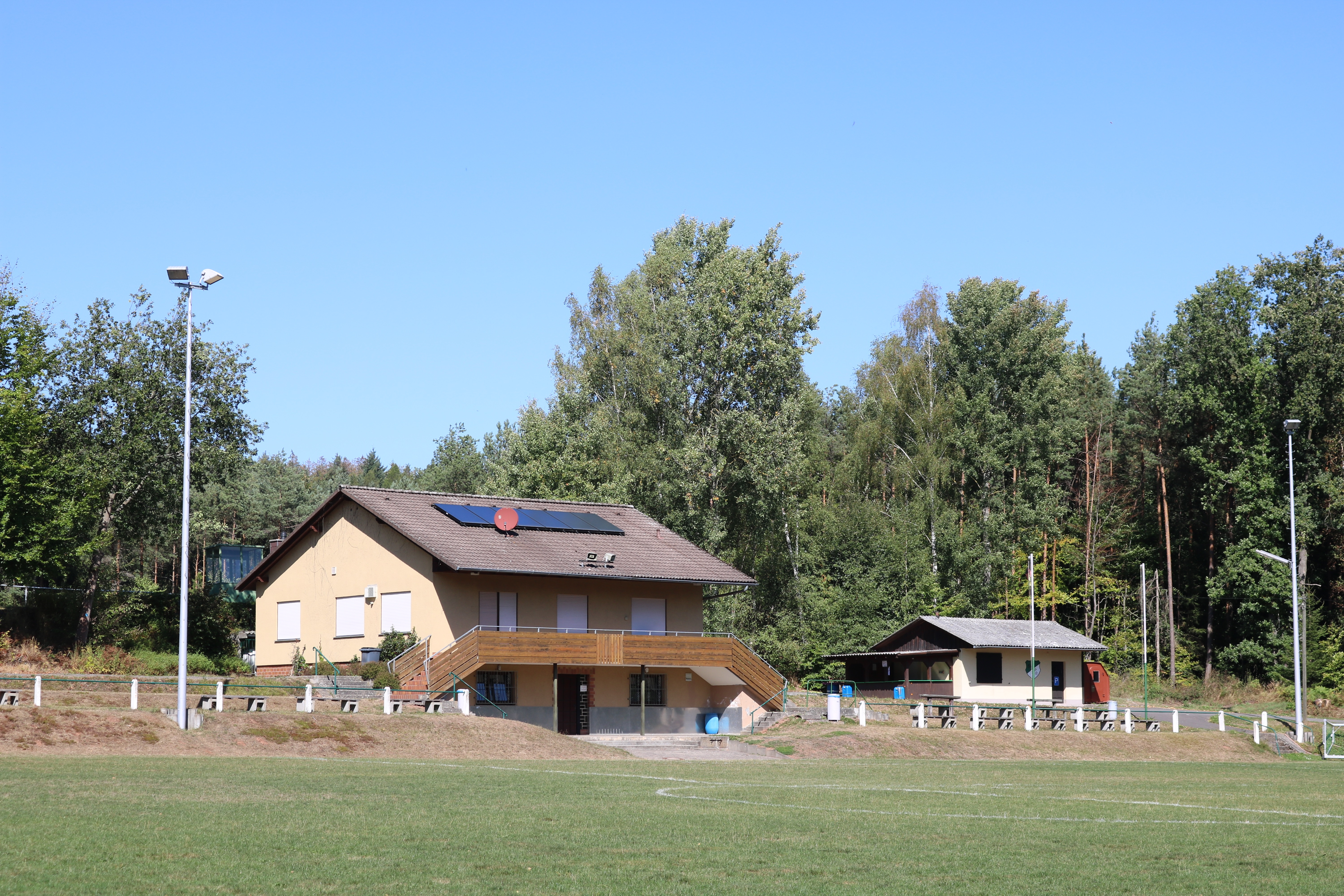
Sportlerhäuser in Giesel (links von 1988, rechts von 1968)

- Musikverein „Heimatklänge Giesel e. V.“ (Blasorchester), gegründet 1925
- Freiwillige Feuerwehr Giesel, gegründet 1927
- Katholischer Arbeiterverein (nach dem Zweiten Weltkrieg nicht wieder aktiviert), gegründet 1928
- Kath. Gesellenverein Giesel, gegründet 1929, um den Gleichschaltungsbemühungen der Nationalsozialisten zu entgehen seit 1935 (Kolpingsfamilie Giesel)
- Sportverein Giesel, gegründet 1929
- Reisetaubenverein „Über Berg und Tal“ Giesel, gegründet 1930
- CDU-Ortsverband Giesel, gegründet 1945
- VdK – Verband der Kriegs- und Wehrdienstopfer, Ortsgruppe Giesel, gegründet 1948
- Katholische Frauengemeinschaft Deutschlands Giesel, gegründet 1957
- Wiedergründung der Sportgemeinschaft S.G. Giesel e. V. im Jahre 1958
- Kanarienzucht- u. Vogelschutzverein Giesel, gegründet 1970
- 1971 wurde die Vereinsgemeinschaft „Heimatfest Giesel“ (VHG) gegründet, eine Arbeitsgemeinschaft der in Giesel wirkenden Vereine zur Erhaltung des „Gieseler Heimatfestes“, des Heidelbeerfestes um den 10. August (St. Laurentius) eines jeden Jahres, welches seit 1881 nachweisbar ist. Gleichzeitig wird auch die jährliche Fastnacht von der VHG organisiert.
- Reservistenkameradschaft Ortsgruppe Giesel, gegründet 1982 und ab 1984 den Monte-Kali-Pokal (MKP) initiiert. Ein internationaler militärischer Schießsportwettkampf, der seit 1984 jährlich ausgetragen wird.

## Wirtschaft

### Anschluss an das öffentliche Stromnetz / Energie
Im Jahre 1919 wurde Giesel am 20. November 1919 an die zentrale Stromversorgung des Elektrizitätswerk Fulda angeschlossen.

### Zentrum des Töpferhandwerks
Die günstige Verkehrslage an den beiden mittelalterlichen Heeres- und Handelsstraßen Antsanvia und Ortesweg brachte Giesel einen wirtschaftlichen Vorteil und somit auch einen bescheidenen Wohlstand. Einen in der Geschichtsforschung nachgewiesenen Schwerpunkt spielte Giesel im Töpferhandwerk.
1400 wurde das Töpferhandwerk erstmals sicher nachgewiesen. Fürstabt Johann I. von Merlau hatte das Dorf und Schloss „Gisla“ sowie einen Hof für 300 Gulden versetzt. Er behielt nur das Recht, „Eier und Töpferwaren nach Fulda geliefert zu erhalten“. 1584 zeigten alte Rechnungen, dass viele Töpfe nach Schloss Bieberstein verkauft wurden. Auf Antrag der Häfnerzunft erließ Fürstabt Joachim Graf von Gravenegg von Fulda 1660 für „Döpfergießel“ eine Art Zunftordnung. Diese wurde im Jahre 1720 unter Fürstabt Konstantin von Buttlar erneuert.
1832 gab es 29 Töpfermeister in „Döpfergiesel“, davon waren aber nur noch 15 Töpfer tätig. Die Absatzmöglichkeiten für die Produkte verschlechterten sich im Laufe der Zeit, auch wegen der Konkurrenz aus Steinau und Lauterbach. Der Niedergang des Töpferhandwerks und die aufkommende Industrialisierung wurden in der ersten Hälfte des 19. Jahrhunderts deutlich. 1842 starteten der kurhessische Handels- und Gewerbeverein einen letzten Versuch, das Töpferhandwerk zu retten. Ein neuer Brennofen sowie Töpferscheiben wurden besorgt und Fachunterricht gegeben. Am „Himmelsberg“ wurde eine neue Abbauanlage zur Tongewinnung errichtet. Die zahlreichen Tonkauten sind heute noch am östlichen Himmelsberges deutlich im Waldboden sichtbar. 1850 wurde der Gemeindebrennofen (am Dalles) in der heutigen Töpferstraße endgültig abgebaut und verkauft.

### Braunkohlebergbau

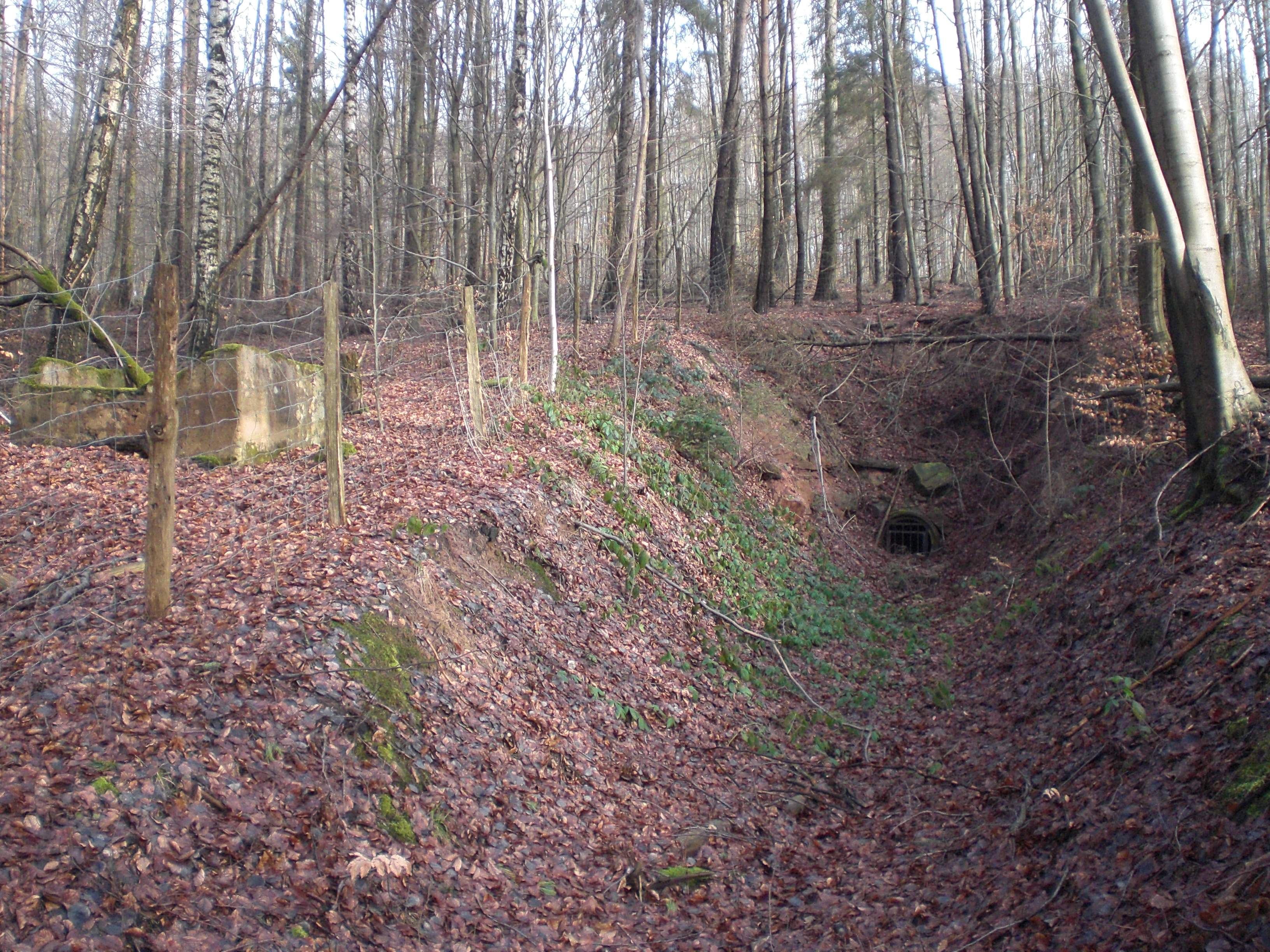
Ehemaliges Braunkohlebergwerk nach Aufgrabung des eingebrochenen Stolleneinganges

Die Braunkohleförderung als Wirtschaftszweig konnte sich in Giesel nicht festigen. Nordwestlich von der Ortslage Giesel erhebt sich der 489,1 m hohe Hausberg, der „Himmelsberg“, der vulkanischen Ursprungs und dem Vogelsberg zuzuordnen ist. Unter dem Basaltgestein aus frühgeschichtlicher Zeit lagert in geringen Tiefen Braunkohle, die in der Zeit vor 1900 schon einmal in unbedeutendem Umfang abgebaut wurde. Der zweite Versuch, das Braunkohlevorkommen gewerbsmäßig abzubauen, wurde Anfang des 20. Jahrhunderts unternommen. Der Stollen wurde auf der Höhenlinie 450 m ü. NN, von der sogenannten „Bergwerksstraße“ horizontal durch den anstehenden Buntsandstein in das Berginnere des „Himmelsberges“ getrieben. Zu Tage gefördert wurde die Braunkohle über eine Gleisanlage mittels Güterlore, einer Feldbahn. Sehr bald wurde jedoch festgestellt, dass die Braunkohle noch einen zu geringen Heizwert hatte. 1920 wurde die Schachtanlage endgültig geschlossen. Heute noch sind der Schachteingang, Fundamente der Schachtanlage und die Abraumhalde sichtbar. In den 1960er Jahren befanden sich noch Reste von Gleisanlagen der Förderbahn vor dem Stolleneingang. Danach war der Schacht- und Stolleneingang zusammengefallen und nicht mehr begehbar. Nach der Ausweisung des „Himmelsberges“ zum Naturschutzgebiet im Jahre 1980 ist der Stolleneingang – der sich am Rande des Naturschutzgebietes an der sogenannten Bergwerksstraße befindet – durch die Obere Naturschutzbehörde beim Regierungspräsidium Kassel wieder geöffnet worden und mit einem Betonrohrvorsatz verschlossen worden. Der Stollen dient heute als Fledermausrefugium. Bis 2015 war er noch mittels Metalltürchen zumindest im vorderen Bereich begehbar. Beim Kalisalzabbau in rund 500 m unter Tage ist in diesem Bereich des Himmelsberges unter der Gieseler Gemarkung auch der erkaltete und mit verhärtetem Basalt gefüllte Vulkanschlot gefunden worden.

### Kalibergbau

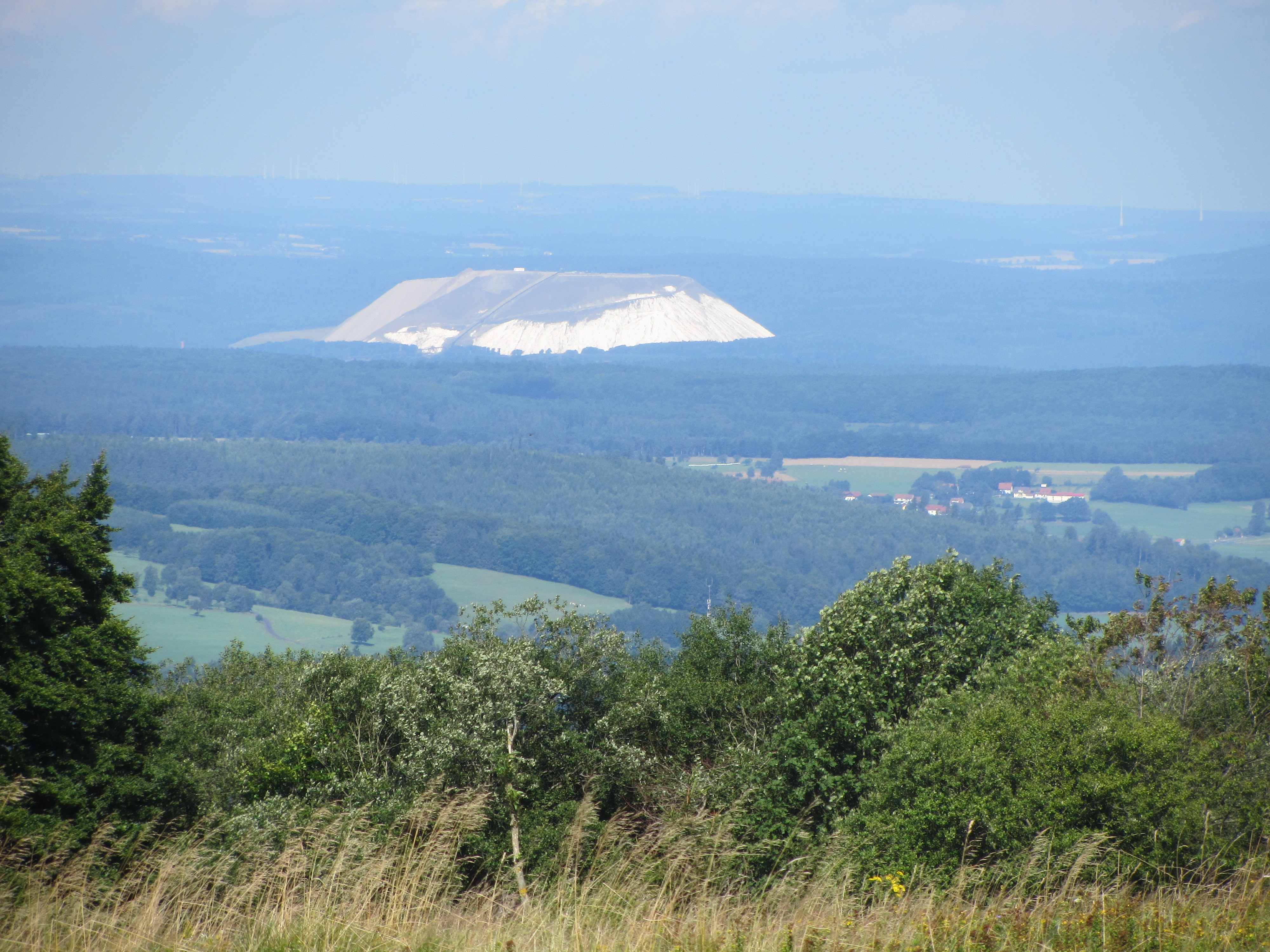
Der Monte Kali von Neuhof (von Süden), hinter dem Giesel in nördlicher Richtung gelegen ist.

Giesel liegt über einem Kalibergbaurevier des Kalibergwerkes Neuhof-Ellers.
Unter dem Dorf, in einer Tiefe von rund 500 m, wird durch die Kasseler K+S AG (früher Kali und Salz AG bzw. Wintershall AG) eine Lagerstätte mit Kalisalz abgebaut. Die unterirdische Lagerstätte wird von der Schachtanlage in Neuhof-Ellers erschlossen und reicht in der Fläche in der Ausdehnung von Neuhof bis kurz vor Bad Salzschlirf. 1899 wurde mit den Salzbohrungen zwischen Giesel und Neuhof begonnen. 1905 wurde bei der Erschließung der Lagerstätte auch in der Gemarkung Giesel in der Flurlage „In der Wiebelbach“ ein Bohrturm betrieben. Die damalige Kaligesellschaft Neuhof hatte diesen errichtet. Der Bohrturm stand an der Zufahrt zu den beiden heutigen Aussiedlerhöfen Linden- und Hermeshof in der Flurlage „In der Wiebelbach“. Im selben Jahr wurde durch Bergwerkbesitzer Emil Sauer, Berlin, die „Kaligewerkschaft Hedwigsburg Neuhof“ gegründet. Am 19. Januar 1906 erfolgte in Neuhof-Ellers der erste Spatenstich zum Bau Schacht- und Übertageanlagen. Im Zweiten Weltkrieg wurde das stillgelegte Bergwerk als Munitionslager und Lager für Bedarfsgüter wie Stoffe und Bekleidung genutzt. Der Kaliabbau wurde nach dem Krieg im Oktober 1954 wieder aufgenommen.

## Persönlichkeiten

### Söhne und Töchter der Gemeinde
- Gun-Britt Tödter (* 1967), in Giesel aufgewachsene deutsche Autorin und Fachärztin für Allgemeinmedizin
- Karl-Heinz Block' (* 1953), bis 2002 Bürgermeister der Gemeinde Friedewald
- Winfried Lorei, * 25. Oktober 1930 in Giesel, verstorben am 22. Juni 2013 in Wiesbaden, Oberstaatsanwalt, Heimatforscher und Autor
- Franz Valentin Kraft, * 24. Februar 1886 in Giesel.[19] Unter dem Ordensnamen „Salesius“ war er Franziskaner-Ordensbruder der Mission San Luis Rey de Francia in Kalifornien/USA. Er baute die Mescalero Missionsstation St. Josef in Mescalero, New Mexico auf,[20] wobei er 1928 mit 42 Jahren beim Bau der Steinkirche verunglückte und zwei Tage später er an den Folgen seiner Verletzungen starb.
- Heinrich Schnell, * 22. Oktober 1821 in Giesel, wanderte als 25-Jähriger im Jahre 1847 nach Amerika aus und gründete am 27. November 1865 Schnellville, Indiana (USA). Er verstarb am 25. Mai 1900 und wurde auf dem Friedhof von Schnellville bestattet.
- Philipp Kreisler (Pfarrer), * 17. August 1797 in Giesel. Nach Studium und Priesterweihe war er zunächst Stadtkaplan in Fulda (1821), Pfarrer in Großkrotzenburg (1824) und Erbauer der dortigen St. Laurentiuskirche (1826–1828), Hosenfeld (1835) und Oberbimbach (1853), wo er am 18. Dezember 1871 im Alter von 74 Jahren starb.

### Persönlichkeiten, die im Ort gewirkt haben
- Christoph Kalb (1895–1980), Pädagoge und Kantor
- Josef Mönninger (1919–2017), katholischer Geistlicher im Bistum Fulda